# Composizioni di Antonio Vivaldi

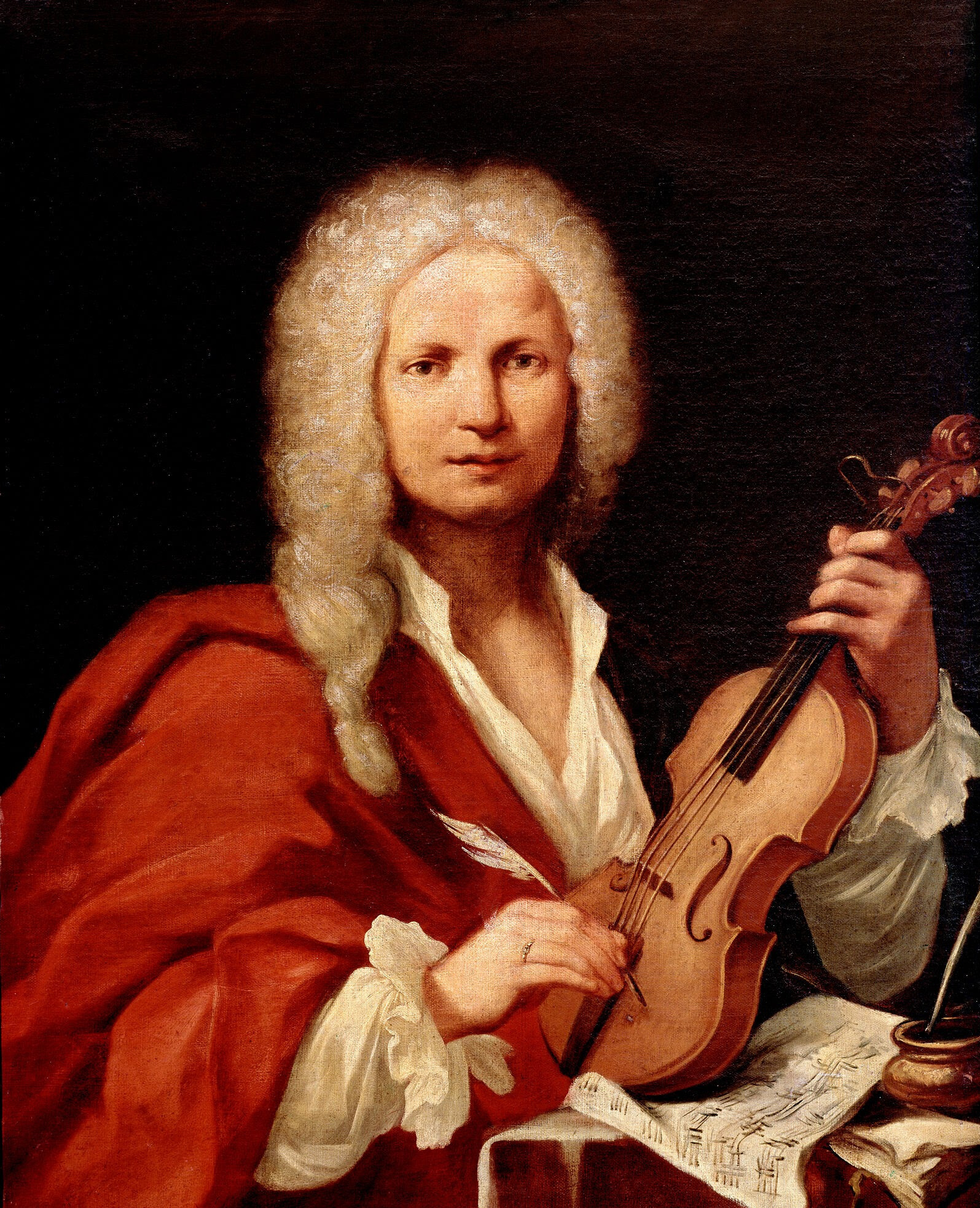
Vivaldi nel 1723.

## Sonate solistiche
Fonti:
- Suonate a violino e basso per il cembalo, op. 2 (Venezia 1709, Amsterdam 1712);
- VI Sonate, quattro a violino solo e basso e due a due violini e basso continuo, op. 5 (Amsterdam 1716);
- Il pastor fido. Sonates pour la musette, vièle, flûte, hautbois, violon avec la basse continue, op. 13 (di Nicolas Chédeville le cadet, Paris 1737);
- VI Sonates, violoncello solo col basso (Paris 1740).

### Sonate per violino e basso continuo (RV 1-37)
| N°     | Titolo | Tonalità            | Opus          | Dedica                    | Note                                                                    |
| ------ | ------ | ------------------- | ------------- | ------------------------- | ----------------------------------------------------------------------- |
| RV 1   |        | Do maggiore         | Opus II n. 6  |                           |                                                                         |
| RV 2   |        | Do maggiore         |               | ded Johann Georg Pisendel | II e IV movimento in RV 4                                               |
| RV 3   |        | Do maggiore         |               |                           | ms. di Manchester n. 1                                                  |
| RV 4   |        | Do maggiore         |               |                           | II e IV movimento in RV 2, incompleta                                   |
| RV 5   |        | Do minore           |               |                           |                                                                         |
| RV 6   |        | Do minore           |               | ded Johann Georg Pisendel | ms. di Manchester n. 7                                                  |
| RV 7   |        | Do minore           |               |                           | incompleta                                                              |
| RV 7a  |        | Do minore           |               |                           | III movimento differente di RV 7                                        |
| RV 8   |        | Do minore           | Opus II n. 7  |                           |                                                                         |
| RV 9   |        | Re maggiore         | Opus II n. 11 |                           |                                                                         |
| RV 10  |        | Re maggiore         |               |                           |                                                                         |
| RV 11  |        | Re maggiore         |               |                           | incompleta                                                              |
| RV 12  |        | Re minore           |               |                           | ms. di Manchester n. 2                                                  |
| RV 13  |        | Re minore           |               |                           | autenticità dubbia (forse di Johann Helmich Roman)                      |
| RV 14  |        | Re minore           | Opus II n. 3  |                           |                                                                         |
| RV 15  |        | Re minore           |               |                           |                                                                         |
| RV 16  |        | Mi minore           | Opus II n. 9  |                           |                                                                         |
| RV 17  |        | Mi minore           |               |                           | incompleta                                                              |
| RV 17a |        | Mi minore           |               |                           | III movimento differente di RV 17, ms. di Manchester n. 9               |
| RV 18  |        | Fa maggiore         | Opus V n. 1   |                           |                                                                         |
| RV 19  |        | Fa maggiore         |               | ded Johann Georg Pisendel |                                                                         |
| RV 20  |        | Fa maggiore         | Opus II n. 4  |                           |                                                                         |
| RV 21  |        | Fa minore           | Opus II n. 10 |                           |                                                                         |
| RV 22  |        | Sol maggiore        |               |                           | I movimento in RV 294, III movimento in RV 212a, ms. di Manchester n. 8 |
| RV 23  |        | Sol maggiore        | Opus II n. 8  |                           |                                                                         |
| RV 24  |        | Sol maggiore        |               |                           | autenticità dubbia                                                      |
| RV 25  |        | Sol maggiore        |               | ded Johann Georg Pisendel |                                                                         |
| RV 26  |        | Sol minore          |               |                           |                                                                         |
| RV 27  |        | Sol minore          | Opus II n. 1  |                           |                                                                         |
| RV 28  |        | Sol minore          |               |                           | anche per oboe                                                          |
| RV 29  |        | Sol minore          |               | ded Johann Georg Pisendel |                                                                         |
| RV 30  |        | La maggiore         | Opus V n. 2   |                           |                                                                         |
| RV 31  |        | La maggiore         | Opus II n. 2  |                           |                                                                         |
| RV 32  |        | La minore           | Opus II n. 12 |                           |                                                                         |
| RV 33  |        | Si bemolle maggiore | Opus V n. 3   |                           |                                                                         |
| RV 34  |        | Si bemolle maggiore |               |                           | anche per oboe                                                          |
| RV 35  |        | Si minore           | Opus V n. 4   |                           |                                                                         |
| RV 36  |        | Si minore           | Opus II n. 5  |                           |                                                                         |
| RV 37  |        | Si minore           |               |                           | incompleta                                                              |

### Sonate per violoncello e basso continuo (RV 38-47)
| N°    | Titolo | Tonalità            | Opus                            | Dedica | Note                  |
| ----- | ------ | ------------------- | ------------------------------- | ------ | --------------------- |
| RV 38 |        | Re minore           |                                 |        | perduto               |
| RV 39 |        | Mi bemolle maggiore |                                 |        |                       |
| RV 40 |        | Mi minore           | Senza numero d'Opus (1739-1740) |        |                       |
| RV 41 |        | Fa maggiore         | Senza numero d'Opus (1739-1740) |        |                       |
| RV 42 |        | Sol minore          |                                 |        |                       |
| RV 43 |        | La minore           | Senza numero d'Opus (1739-1740) |        |                       |
| RV 44 |        | La minore           |                                 |        |                       |
| RV 45 |        | Si bemolle maggiore | Senza numero d'Opus (1739-1740) |        |                       |
| RV 46 |        | Si bemolle maggiore | Senza numero d'Opus (1739-1740) |        |                       |
| RV 47 |        | Si bemolle maggiore | Senza numero d'Opus (1739-1740) |        | adattamento da RV 17a |

### Altre sonate per uno strumento (RV 48-59)
| N°    | Titolo                                                                    | Tonalità     | Opus                                 | Dedica | Note                                |
| ----- | ------------------------------------------------------------------------- | ------------ | ------------------------------------ | ------ | ----------------------------------- |
| RV 48 | Sonata per flauto e basso continuo                                        | Do maggiore  |                                      |        |                                     |
| RV 49 | Sonata per flauto e basso continuo                                        | Re minore    |                                      |        | autenticità dubbia                  |
| RV 50 | Sonata per flauto e basso continuo                                        | Mi minore    |                                      |        | autenticità dubbia                  |
| RV 51 | Sonata per flauto e basso continuo                                        | Sol minore   |                                      |        | adattamento da RV 27                |
| RV 52 | Sonata per flauto diritto e basso continuo                                | Fa maggiore  |                                      |        |                                     |
| RV 53 | Sonata per oboe e basso continuo                                          | Do minore    |                                      |        |                                     |
| RV 54 | Sonata per musette/ghironda/flauto/oboe/violino e basso continuo          | Do maggiore  | Il pastor fido Opus "13" n. 1 (1737) |        | attr. a Nicolas Chédeville le cadet |
| RV 55 | Sonata per musette/ghironda/flauto/oboe/violino e basso continuo          | Do maggiore  | Il pastor fido Opus "13" n. 5 (1737) |        | attr. a Nicolas Chédeville le cadet |
| RV 56 | Sonata per musette/ghironda/flauto/oboe/violino e basso continuo          | Do maggiore  | Il pastor fido Opus "13" n. 2 (1737) |        | attr. a Nicolas Chédeville le cadet |
| RV 57 | Sonata per musette/ghironda/flauto/oboe/violino e basso continuo          | Sol maggiore | Il pastor fido Opus "13" n. 3 (1737) |        | attr. a Nicolas Chédeville le cadet |
| RV 58 | Sonata per musette/ghironda/flauto/oboe/violino e basso continuo          | Sol minore   | Il pastor fido Opus "13" n. 6 (1737) |        | attr. a Nicolas Chédeville le cadet |
| RV 59 | Sonata per musette/ghironda/flauto/oboe/violino e basso continuo (organo) | La maggiore  | Il pastor fido Opus "13" n. 4 (1737) |        | attr. a Nicolas Chédeville le cadet |

## Sonate a più strumenti
Fonti:
- Suonate da camera a tre, due violini e violone o cembalo, op. 1 (Venezia 1705);
- VI Sonate, quattro a violino solo e basso e due a due violini e basso continuo, op. 5 (Amsterdam 1716).

### Sonate per due violini e basso continuo (RV 60-79)
| N°    | Titolo    | Tonalità            | Opus                | Dedica | Note                                |
| ----- | --------- | ------------------- | ------------------- | ------ | ----------------------------------- |
| RV 60 |           | Do maggiore         |                     |        | dubbia                              |
| RV 61 |           | Do maggiore         | Opus 1 n. 3 (1703)  |        |                                     |
| RV 62 |           | Re maggiore         | Opus 1 n. 6 (1703)  |        |                                     |
| RV 63 | La Follia | Re minore           | Opus 1 n. 12 (1703) |        |                                     |
| RV 64 |           | Re minore           | Opus 1 n. 8 (1703)  |        |                                     |
| RV 65 |           | Mi bemolle maggiore | Opus 1 n. 7 (1703)  |        |                                     |
| RV 66 |           | Mi maggiore         | Opus 1 n. 4 (1703)  |        |                                     |
| RV 67 |           | Mi minore           | Opus 1 n. 2 (1703)  |        |                                     |
| RV 68 |           | Fa maggiore         |                     |        | cont ad lib                         |
| RV 69 |           | Fa maggiore         | Opus 1 n. 5 (1703)  |        |                                     |
| RV 70 |           | Fa maggiore         |                     |        | cont ad lib                         |
| RV 71 |           | Sol maggiore        |                     |        | cont ad lib, II movimento in RV 516 |
| RV 72 |           | Sol minore          | Opus 5 n. 6 (1716)  |        |                                     |
| RV 73 |           | Sol minore          | Opus 1 n. 1 (1703)  |        |                                     |
| RV 74 |           | Sol minore          |                     |        |                                     |
| RV 75 |           | La bemolle maggiore | Opus 1 n. 9 (1703)  |        |                                     |
| RV 76 |           | Si bemolle maggiore | Opus 5 n. 5 (1716)  |        |                                     |
| RV 77 |           | Si bemolle maggiore |                     |        | cont ad lib                         |
| RV 78 |           | Si bemolle maggiore | Opus 1 n. 10 (1703) |        |                                     |
| RV 79 |           | Si minore           | Opus 1 n. 11 (1703) |        |                                     |

### Altre sonate per due strumenti (RV 80-86)
| N°    | Titolo                                              | Tonalità     | Opus | Dedica                      | Note               |
| ----- | --------------------------------------------------- | ------------ | ---- | --------------------------- | ------------------ |
| RV 80 | Sonata per 2 flauti e basso continuo                | Sol maggiore |      |                             | autenticità dubbia |
| RV 81 | Trio sonata per 2 oboi e basso continuo             | Sol minore   |      |                             |                    |
| RV 82 | Trio sonata per violino, liuto e basso continuo     | Do maggiore  |      | ded Johann Joseph von Wrtby |                    |
| RV 83 | Sonata per violino, violoncello e basso continuo    | Do minore    |      |                             |                    |
| RV 84 | Sonata per flauto, violino e basso continuo         | Re maggiore  |      |                             | senza titolo       |
| RV 85 | Trio sonata per violino, liuto e basso continuo     | Sol minore   |      | ded Johann Joseph von Wrtby |                    |
| RV 86 | Sonata per flauto diritto, fagotto e basso continuo | La minore    |      |                             |                    |

### Sonate per più di due strumenti (RV 130 e 169)
| N°     | Titolo                                                                                     | Tonalità            | Opus | Dedica | Note |
| ------ | ------------------------------------------------------------------------------------------ | ------------------- | ---- | ------ | ---- |
| RV 130 | Sonata per 2 violini, viola e basso continuo "Suonata a 4 al Santo Sepolcro"               | Mi bemolle maggiore |      |        |      |
| RV 169 | Sonata per 2 violini, viola e basso continuo (senza tastiera) "Sinfonia al Santo Sepolcro" | Si minore           |      |        |      |

## Concerti da camera

### Concerti senza orchestra (RV 87-108)
| N°     | Titolo | Tonalità     | Opus | Dedica                      | Note                                |
| ------ | --- | ------------ | ---- | --------------------------- | ----------------------------------- |
| RV 87  | Concerto per flauto diritto, oboe, 2 violini e basso continuo                                                           | Do maggiore  |      |                             |                                     |
| RV 88  | Concerto per flauto, oboe, violino, fagotto e basso continuo                                                            | Do maggiore  |      |                             |                                     |
| RV 89  | Concerto per flauto, 2 violini e basso continuo (clavicembalo)                                                          | Re maggiore  |      |                             | autenticità dubbia                  |
| RV 90  | Concerto per violino/flauto/flauto diritto, violino/oboe, violino, fagotto/violoncello e basso continuo "Il gardellino" | Re maggiore  |      |                             | vedi RV 428                         |
| RV 91  | Concerto per flauto, violino, fagotto e basso continuo                                                                  | Re maggiore  |      |                             |                                     |
| RV 92  | Concerto per flauto diritto, violino, fagotto e basso continuo                                                          | Re maggiore  |      |                             |                                     |
| RV 93  | Concerto per liuto, 2 violini e basso continuo                                                                          | Re maggiore  |      | ded Johann Joseph von Wrtby |                                     |
| RV 94  | Concerto per flauto diritto, oboe, violino, fagotto e basso continuo                                                    | Re maggiore  |      |                             |                                     |
| RV 95  | Concerto per flauto diritto/violino, oboe/violino, violino, fagotto e basso continuo "La pastorella"                    | Re maggiore  |      |                             |                                     |
| RV 96  | Concerto per flauto, violino, fagotto e basso continuo (clavicembalo)                                                   | Re minore    |      |                             | senza titolo                        |
| RV 97  | Concerto per viola d'amore, 2 corni, 2 oboi, fagotto e basso continuo                                                   | Fa maggiore  |      |                             |                                     |
| RV 98  | Concerto per flauto, oboe, violino, fagotto e basso continuo "Tempesta di mare"                                         | Fa maggiore  |      |                             | vedi RV 433 e RV 570                |
| RV 99  | Concerto per flauto, oboe, violino, fagotto e basso continuo                                                            | Fa maggiore  |      |                             | vedi RV 571                         |
| RV 100 | Concerto per flauto, violino, fagotto e basso continuo                                                                  | Fa maggiore  |      |                             |                                     |
| RV 101 | Concerto per flauto diritto, oboe, violino, fagotto e basso continuo                                                    | Sol maggiore |      |                             | II movimento in RV 242, vedi RV 437 |
| RV 102 | Concerto per flauto, 2 violini e basso continuo                                                                         | Sol maggiore |      |                             | autenticità dubbia                  |
| RV 103 | Concerto per flauto diritto, oboe, fagotto e basso continuo                                                             | Sol minore   |      |                             |                                     |
| RV 104 | Concerto per flauto/violino, 2 violini, fagotto e basso continuo "La notte"                                             | Sol minore   |      |                             | vedi RV 439                         |
| RV 105 | Concerto per flauto diritto, oboe, violino, fagotto e basso continuo                                                    | Sol minore   |      |                             |                                     |
| RV 106 | Concerto per flauto/violino, violino, fagotto, violoncello e basso continuo                                             | Sol minore   |      |                             | in due versioni differenti          |
| RV 107 | Concerto per flauto, oboe, violino, fagotto e basso continuo                                                            | Sol minore   |      |                             |                                     |
| RV 108 | Concerto per flauto diritto, 2 violini e basso continuo                                                                 | La minore    |      |                             |                                     |

## Concerti e sinfonie per orchestra di archi (RV 109-168)
| N°                | Titolo                                                       | Tonalità            | Opus                | Dedica | Note                                                 |
| ----------------- | ------------------------------------------------------------ | ------------------- | ------------------- | ------ | ---------------------------------------------------- |
| RV 109            | Concerto per archi basso continuo                            | Do maggiore         |                     |        |                                                      |
| RV 110            | Concerto per archi e basso continuo                          | Do maggiore         |                     |        | II movimento in RV 537                               |
| RV 111            | Concerto per archi e basso continuo (clavicembalo)           | Do maggiore         |                     |        | incluso in RV 717                                    |
| RV 111a           | Sinfonia per archi e basso continuo (clavicembalo)           | Do maggiore         |                     |        | incluso in RV 717, II movimento differente di RV 111 |
| RV 112            | Sinfonia per archi e basso continuo (clavicembalo)           | Do maggiore         |                     |        |                                                      |
| RV 113            | Concerto per archi e basso continuo (organo)                 | Do maggiore         |                     |        |                                                      |
| RV 114            | Concerto per archi e basso continuo (clavicembalo)           | Do maggiore         |                     |        |                                                      |
| RV 115            | Concerto ripieno per archi e basso continuo                  | Do maggiore         |                     |        |                                                      |
| RV 116            | Sinfonia per archi e basso continuo (clavicembalo)           | Do maggiore         |                     |        |                                                      |
| RV 117            | Concerto per archi e basso continuo                          | Do maggiore         |                     |        | incluso in RV 693 e nel finale del RV 711            |
| RV 118            | Concerto per archi e basso continuo                          | Do minore           |                     |        |                                                      |
| RV 119            | Concerto per archi e basso continuo (clavicembalo)           | Do minore           |                     |        |                                                      |
| RV 120            | Concerto per archi e basso continuo                          | Do minore           |                     |        |                                                      |
| RV 121            | Concerto per archi e basso continuo (clavicembalo)           | Re maggiore         |                     |        |                                                      |
| RV 122            | Sinfonia per archi e basso continuo (clavicembalo)           | Re maggiore         |                     |        |                                                      |
| RV 123            | Concerto per archi e basso continuo                          | Re maggiore         |                     |        |                                                      |
| RV 124            | Concerto per archi e basso continuo (organo)                 | Re maggiore         | Opus 12 n. 3 (1729) |        |                                                      |
| RV 125            | Sinfonia per archi e basso continuo                          | Re maggiore         |                     |        | inc                                                  |
| RV 126            | Concerto per archi e basso continuo                          | Re maggiore         |                     |        | inc, II movimento in RV 153                          |
| RV 127            | Concerto per archi e basso continuo (clavicembalo)           | Re minore           |                     |        |                                                      |
| RV 128            | Concerto per archi e basso continuo                          | Re minore           |                     |        |                                                      |
| RV 129            | Concerto per archi e basso continuo "Madrigalesco"           | Re minore           |                     |        |                                                      |
| RV 131            | Sinfonia per archi e basso continuo (clavicembalo)           | Mi maggiore         |                     |        |                                                      |
| RV 132            | Sinfonia per archi e basso continuo                          | Mi maggiore         |                     |        | autenticità dubbia, attr. a Johann Gottlieb Janitsch |
| RV 133            | Concerto per archi e basso continuo (clavicembalo)           | Mi minore           |                     |        |                                                      |
| RV 134            | Sinfonia/concerto per archi e basso continuo                 | Mi minore           |                     |        |                                                      |
| RV 135            | Sinfonia per archi e basso continuo                          | Fa maggiore         |                     |        |                                                      |
| RV 136            | Concerto per archi e basso continuo (clavicembalo)           | Fa maggiore         |                     |        |                                                      |
| RV 137            | Sinfonia per archi e basso continuo (clavicembalo)           | Fa maggiore         |                     |        |                                                      |
| RV 138            | Concerto per archi e basso continuo                          | Fa maggiore         |                     |        |                                                      |
| RV 139            | Concerto per archi e basso continuo                          | Fa maggiore         |                     |        | vedi RV 543                                          |
| RV 140            | Sinfonia/concerto per archi e basso continuo (clavicembalo)  | Fa maggiore         |                     |        |                                                      |
| RV 141            | Concerto per archi e basso continuo                          | Fa maggiore         |                     |        |                                                      |
| RV 142            | Concerto per archi e basso continuo                          | Fa maggiore         |                     |        |                                                      |
| RV 143            | Concerto per archi e basso continuo                          | Fa minore           |                     |        |                                                      |
| RV 144/RV Anh. 70 | Introdutione per archi e basso continuo                      | Sol maggiore        |                     |        | autenticità dubbia (forse di Giuseppe Tartini)       |
| RV 145            | Concerto per archi e basso continuo                          | Sol maggiore        |                     |        |                                                      |
| RV 146            | Sinfonia per 3 violini/archi e basso continuo (clavicembalo) | Sol maggiore        |                     |        | in due verisioni differenti per l'organico           |
| RV 147            | Sinfonia per archi e basso continuo                          | Sol maggiore        |                     |        |                                                      |
| RV 148/RV Anh. 68 | Sinfonia per archi e basso continuo                          | Sol maggiore        |                     |        | autenticità dubbia (forse di Domenico Gallo)         |
| RV 149            | Sinfonia per archi e basso continuo (clavicembalo)           | Sol maggiore        |                     |        |                                                      |
| RV 150            | Concerto per archi e basso continuo (clavicembalo)           | Sol maggiore        |                     |        |                                                      |
| RV 151            | Concerto per archi e basso continuo "Alla rustica"           | Sol maggiore        |                     |        | con agg. 2 ob nel III movimento                      |
| RV 152            | Concerto ripieno per archi e basso continuo (clavicembalo)   | Sol minore          |                     |        |                                                      |
| RV 153            | Concerto per archi e basso continuo                          | Sol minore          |                     |        | II movimento in RV 126                               |
| RV 154            | Concerto per archi e basso continuo (clavicembalo)           | Sol minore          |                     |        |                                                      |
| RV 155            | Concerto per archi e basso continuo                          | Sol minore          |                     |        | con agg. vl solo nel III e IV movimento              |
| RV 156            | Concerto per archi e basso continuo                          | Sol minore          |                     |        |                                                      |
| RV 157            | Concerto per archi e basso continuo (clavicembalo)           | Sol minore          |                     |        |                                                      |
| RV 158            | Concerto ripieno per archi e basso continuo                  | La maggiore         |                     |        |                                                      |
| RV 159            | Concerto per archi e basso continuo (clavicembalo)           | La maggiore         |                     |        | 2 vl solo, vlc solo nel III movimento                |
| RV 160            | Concerto per archi e basso continuo (clavicembalo)           | La maggiore         |                     |        |                                                      |
| RV 161            | Concerto per archi e basso continuo                          | La minore           |                     |        |                                                      |
| RV 162            | Sinfonia per archi e basso continuo (clavicembalo)           | Si bemolle maggiore |                     |        |                                                      |
| RV 163            | Concerto per archi e basso continuo "Conca"                  | Si bemolle maggiore |                     |        |                                                      |
| RV 164            | Concerto per archi e basso continuo (clavicembalo)           | Si bemolle maggiore |                     |        |                                                      |
| RV 165            | Concerto per archi e basso continuo                          | Si bemolle maggiore |                     |        | pubbl. da Ricordi per vl, archi e bc                 |
| RV 166            | Concerto per archi e basso continuo                          | Si bemolle maggiore |                     |        |                                                      |
| RV 167            | Concerto per archi e basso continuo                          | Si bemolle maggiore |                     |        |                                                      |
| RV 168            | Sinfonia per archi e basso continuo (clavicembalo)           | Si minore           |                     |        |                                                      |

## Concerti solistici (per uno strumento)

### Concerti per violino, orchestra di archi e basso continuo (RV 170-391)
| N°      | Titolo                                                                       | Tonalità            | Opus                                                                    | Dedica                                                                                 | Note |
| ------- | ---------------------------------------------------------------------------- | ------------------- | ----------------------------------------------------------------------- | -------------------------------------------------------------------------------------- | --- |
| RV 170  |                                                                              | Do maggiore         |                                                                         |                                                                                        | |
| RV 171  |                                                                              | Do maggiore         |                                                                         | ded Sua Maestà Cesarea e Cattolica                                                     | |
| RV 172  |                                                                              | Do maggiore         |                                                                         | ded Johann Georg Pisendel                                                              | |
| RV 172a |                                                                              | Do maggiore         |                                                                         |                                                                                        | inc |
| RV 173  |                                                                              | Do maggiore         | Opus 12 n. 4 (1729)                                                     |                                                                                        | |
| RV 174  |                                                                              | Do maggiore         |                                                                         |                                                                                        | perd |
| RV 175  |                                                                              | Do maggiore         |                                                                         |                                                                                        | in Witvogel 48 n. 3                                                                                         |
| RV 176  |                                                                              | Do maggiore         |                                                                         |                                                                                        | |
| RV 177  |                                                                              | Do maggiore         |                                                                         |                                                                                        | |
| RV 178  |                                                                              | Do maggiore         | Il cimento dell'armonia e dell'inventione: libro II Opus 8 n. 12 (1725) |                                                                                        | orig. prob. per ob (vedi RV 449)                                                                            |
| RV 179  |                                                                              | Do maggiore         |                                                                         |                                                                                        | in VI Concerti a 5 stromenti n. 3 (Amsterdam 1736), vedi RV 581                                             |
| RV 179a | Concerto Per S.ra Anna Maria                                                 | Do maggiore         |                                                                         |                                                                                        | inc, III movimento differente di RV 179, Conservatorio di Venezia                                           |
| RV 180  | Il piacere                                                                   | Do maggiore         | Il cimento dell'armonia e dell'inventione: libro I Opus 8 n. 6 (1725)   |                                                                                        | |
| RV 181  |                                                                              | Do maggiore         |                                                                         |                                                                                        | |
| RV 181a |                                                                              | Do maggiore         | La cetra: libro I Opus 9 n. 1 (1727)                                    |                                                                                        | III movimento uguale a RV 183                                                                               |
| RV 182  |                                                                              | Do maggiore         |                                                                         |                                                                                        | |
| RV 183  |                                                                              | Do maggiore         |                                                                         |                                                                                        | III movimento in RV 181a                                                                                    |
| RV 184  |                                                                              | Do maggiore         |                                                                         |                                                                                        | ob? |
| RV 185  |                                                                              | Do maggiore         | La stravaganza: libro II Opus 4 n. 7 (1716)                             |                                                                                        | VI movimento per archi, 2 vl e vlc soli                                                                     |
| RV 186  |                                                                              | Do maggiore         |                                                                         |                                                                                        | |
| RV 187  |                                                                              | Do maggiore         |                                                                         |                                                                                        | |
| RV 188  | "Concerto for violin, strings & bc No.2"                                     | Do maggiore         | Opus 7 n. 2 (1720)                                                      |                                                                                        | |
| RV 189  |                                                                              | Do maggiore         |                                                                         |                                                                                        | in Witvogel 35 n. 1, 6 Concerti a cinque stromenti n. 1                                                     |
| RV 190  |                                                                              | Do maggiore         |                                                                         |                                                                                        | |
| RV 191  |                                                                              | Do maggiore         |                                                                         |                                                                                        | |
| RV 192  | Sinfonia                                                                     | Do maggiore         |                                                                         |                                                                                        | 2 vl soli nel I movimento                                                                                   |
| RV 192a | Sinfonia                                                                     | Do maggiore         |                                                                         |                                                                                        | 2 vl soli nel I movimento, III movimento differente di RV 192                                               |
| RV 193  |                                                                              | Do maggiore         |                                                                         |                                                                                        | perd |
| RV 194  |                                                                              | Do maggiore         |                                                                         |                                                                                        | |
| RV 195  |                                                                              | Do maggiore         |                                                                         |                                                                                        | in VI Concerts à 5 & 6 instruments n. 6 (Amsterdam 1736)                                                    |
| RV 196  |                                                                              | Do minore           | La stravaganza: libro II Opus 4 n. 10 (1716)                            |                                                                                        | |
| RV 197  |                                                                              | Do minore           |                                                                         |                                                                                        | |
| RV 198  |                                                                              | Do minore           |                                                                         |                                                                                        | |
| RV 198a |                                                                              | Do minore           | La cetra: libro I Opus 9 n. 11 (1727)                                   |                                                                                        | II movimento differente di RV 198                                                                           |
| RV 199  |                                                                              | Do minore           |                                                                         |                                                                                        | |
| RV 199  | Il sospetto                                                                  | Do minore           |                                                                         |                                                                                        | |
| RV 200  |                                                                              | Do minore           |                                                                         |                                                                                        | perd |
| RV 201  |                                                                              | Do minore           |                                                                         |                                                                                        | |
| RV 202  |                                                                              | Do minore           | Opus 11 n. 5 (1729)                                                     |                                                                                        | |
| RV 203  |                                                                              | Re maggiore         |                                                                         |                                                                                        | inc |
| RV 204  |                                                                              | Re maggiore         | La stravaganza: libro II Opus 4 n. 11 (1716)                            | 2 vl soli nl III movimento                                                             | |
| RV 205  |                                                                              | Re maggiore         | ded Johann Georg Pisendel                                               |                                                                                        | II movimento in RV 212                                                                                      |
| RV 206  |                                                                              | Re maggiore         |                                                                         |                                                                                        | |
| RV 207  |                                                                              | Re maggiore         | Opus 11 n. 1 (1729)                                                     |                                                                                        | |
| RV 208  | Grosso Mogul                                                                 | Re maggiore         |                                                                         |                                                                                        | cadenze pubblicate da M. Grattoni, Udine                                                                    |
| RV 208a | "Concerto for Violin No.11"                                                  | Re maggiore         | Opus 7 n. 11 (1720)                                                     |                                                                                        | II movimento differente di RV 208, I e III movimento senza cadenza, trascr BWV 594 di Johann Sebastian Bach |
| RV 209  |                                                                              | Re maggiore         |                                                                         |                                                                                        | |
| RV 210  |                                                                              | Re maggiore         | Il cimento dell'armonia e dell'inventione: libro II Opus 8 n. 11 (1725) |                                                                                        | |
| RV 211  |                                                                              | Re maggiore         |                                                                         |                                                                                        | |
| RV 212  | Concerto fatto per la solennità della S. Lingua di S. Antonio in Padova 1712 | Re maggiore         |                                                                         |                                                                                        | (2 ob), inc                                                                                                 |
| RV 212a |                                                                              | Re maggiore         |                                                                         |                                                                                        | II movimento differente                                                                                     |
| RV 213  |                                                                              | Re maggiore         |                                                                         |                                                                                        | |
| RV 213a | Concerto per la S.ra Anna Maria                                              | Re maggiore         |                                                                         |                                                                                        | III movimento differente di RV 213, Conservatorio di Venezia                                                |
| RV 214  | "Concerto for Violin No.12"                                                  | Re maggiore         | Opus 7 n. 12 (1720)                                                     |                                                                                        | inizialmente attr. a Domenico Gallo                                                                         |
| RV 215  |                                                                              | Re maggiore         |                                                                         |                                                                                        | |
| RV 216  |                                                                              | Re maggiore         | Opus 6 n. 4 (1719)                                                      |                                                                                        | |
| RV 217  |                                                                              | Re maggiore         |                                                                         |                                                                                        | |
| RV 218  |                                                                              | Re maggiore         |                                                                         |                                                                                        | |
| RV 219  |                                                                              | Re maggiore         |                                                                         |                                                                                        | |
| RV 220  |                                                                              | Re maggiore         |                                                                         |                                                                                        | in Concerti a cinque n. 6 (Amsterdam 1717)                                                                  |
| RV 221  | Violino in tromba [marina]                                                   | Re maggiore         |                                                                         |                                                                                        | |
| RV 222  |                                                                              | Re maggiore         |                                                                         |                                                                                        | |
| RV 223  |                                                                              | Re maggiore         |                                                                         |                                                                                        | vedi RV 762                                                                                                 |
| RV 224  |                                                                              | Re maggiore         |                                                                         |                                                                                        | |
| RV 224a |                                                                              | Re maggiore         |                                                                         |                                                                                        | II movimento differente di RV 224, vedi RV 772                                                              |
| RV 225  |                                                                              | Re maggiore         |                                                                         |                                                                                        | |
| RV 226  |                                                                              | Re maggiore         |                                                                         |                                                                                        | |
| RV 227  |                                                                              | Re maggiore         |                                                                         |                                                                                        | |
| RV 228  |                                                                              | Re maggiore         |                                                                         |                                                                                        | |
| RV 229  |                                                                              | Re maggiore         |                                                                         | ded.sig.anna maria                                                                     | II e III movimento, vedi RV 755                                                                             |
| RV 230  |                                                                              | Re maggiore         | L'estro armonico: libro II Opus 3 n. 9 (1711)                           |                                                                                        | trascr BWV 972 di Johann Sebastian Bach                                                                     |
| RV 231  |                                                                              | Re maggiore         |                                                                         |                                                                                        | |
| RV 232  |                                                                              | Re maggiore         |                                                                         |                                                                                        | |
| RV 233  |                                                                              | Re maggiore         |                                                                         |                                                                                        | |
| RV 234  | L'inquietudine Con.to                                                        | Re maggiore         |                                                                         |                                                                                        | |
| RV 235  |                                                                              | Re minore           |                                                                         |                                                                                        | |
| RV 236  |                                                                              | Re minore           | Il cimento dell'armonia e dell'inventione: libro II Opus 8 n. 9 (1725)  |                                                                                        | per ob come RV 454                                                                                          |
| RV 237  |                                                                              | Re minore           |                                                                         | ded Johann Georg Pisendel                                                              | |
| RV 238  |                                                                              | Re minore           | La cetra: libro II Opus 9 n. 8 (1727)                                   |                                                                                        | |
| RV 239  |                                                                              | Re minore           | Opus 6 n. 6 (1719)                                                      |                                                                                        | |
| RV 240  |                                                                              | Re minore           |                                                                         |                                                                                        | |
| RV 241  |                                                                              | Re minore           |                                                                         |                                                                                        | |
| RV 242  |                                                                              | Re minore           | Il cimento dell'armonia e dell'inventione: libro II Opus 8 n. 7 (1725)  | ded Johann Georg Pisendel                                                              | II movimento in RV 101                                                                                      |
| RV 243  | Violino senza cantin                                                         | Re minore           |                                                                         |                                                                                        | |
| RV 244  |                                                                              | Re minore           | Opus 12 n. 2 (1729)                                                     |                                                                                        | |
| RV 245  | Concerto Originale del quale non vi è altra copia                            | Re minore           |                                                                         |                                                                                        | |
| RV 246  |                                                                              | Re minore           |                                                                         |                                                                                        | |
| RV 247  |                                                                              | Re minore           |                                                                         |                                                                                        | |
| RV 248  |                                                                              | Re minore           |                                                                         |                                                                                        | |
| RV 249  |                                                                              | Re minore           | La stravaganza: libro II Opus 4 n. 8 (1716)                             |                                                                                        | |
| RV 250  |                                                                              | Mi bemolle maggiore |                                                                         |                                                                                        | |
| RV 251  |                                                                              | Mi bemolle maggiore |                                                                         |                                                                                        | |
| RV 252  |                                                                              | Mi bemolle maggiore |                                                                         |                                                                                        | |
| RV 253  | La Tempesta di Mare                                                          | Mi bemolle maggiore | Il cimento dell'armonia e dell'inventione: libro I Opus 8 n. 5 (1725)   |                                                                                        | |
| RV 254  |                                                                              | Mi bemolle maggiore |                                                                         |                                                                                        | |
| RV 255  |                                                                              | Mi bemolle maggiore |                                                                         |                                                                                        | perd, catalogo Moravské Muzeum (Brno)                                                                       |
| RV 256  | Il Ritiro                                                                    | Mi bemolle maggiore |                                                                         |                                                                                        | |
| RV 257  |                                                                              | Mi bemolle maggiore |                                                                         |                                                                                        | |
| RV 258  |                                                                              | Mi bemolle maggiore |                                                                         |                                                                                        | |
| RV 259  |                                                                              | Mi bemolle maggiore | Opus 6 n. 2 (1719)                                                      |                                                                                        | catalogo Moravské Muzeum (Brno)                                                                             |
| RV 260  |                                                                              | Mi bemolle maggiore |                                                                         |                                                                                        | |
| RV 261  |                                                                              | Mi bemolle maggiore |                                                                         |                                                                                        | 2 vl soli nel I movimento                                                                                   |
| RV 262  |                                                                              | Mi bemolle maggiore |                                                                         |                                                                                        | |
| RV 263  |                                                                              | Mi maggiore         |                                                                         |                                                                                        | |
| RV 263a |                                                                              | Mi maggiore         | La cetra: libro I Opus 9 n. 4 (1727)                                    |                                                                                        | III movimento differente di RV 263, vedi RV 762                                                             |
| RV 264  |                                                                              | Mi maggiore         |                                                                         |                                                                                        | |
| RV 265  |                                                                              | Mi maggiore         | L'estro armonico: libro II Opus 3 n. 12 (1711)                          |                                                                                        | trascr BWV 976 di Johann Sebastian Bach                                                                     |
| RV 266  |                                                                              | Mi maggiore         |                                                                         |                                                                                        | |
| RV 267  |                                                                              | Mi maggiore         |                                                                         |                                                                                        | |
| RV 267a | Concerto Per Sig.ra Anna Maria                                               | Mi maggiore         |                                                                         |                                                                                        | II movimento differente di RV 267, inc, Conservatorio di Venezia                                            |
| RV 268  |                                                                              | Mi maggiore         |                                                                         |                                                                                        | |
| RV 269  | La primavera                                                                 | Mi maggiore         | Il cimento dell'armonia e dell'inventione: libro I Opus 8 n. 1 (1725)   | ded.conte morzin                                                                       | |
| RV 270  | Il riposo Per il S. Natale                                                   | Mi maggiore         |                                                                         |                                                                                        | |
| RV 270a | Concerto sordin                                                              | Mi maggiore         |                                                                         |                                                                                        | II movimento differente di RV 270, inc, Conservatorio di Venezia                                            |
| RV 271  | L'amoroso                                                                    | Mi maggiore         |                                                                         |                                                                                        | |
| RV 273  |                                                                              | Mi minore           |                                                                         |                                                                                        | catalogo Moravské Muzeum (Brno)                                                                             |
| RV 274  |                                                                              | Mi minore           |                                                                         |                                                                                        | dubbia? |
| RV 275  |                                                                              | Mi minore           |                                                                         |                                                                                        | in J. Roger 433 n. 12, Concerti a cinque n. 12 (Amsterdam 1717)                                             |
| RV 275a |                                                                              | Mi minore           |                                                                         |                                                                                        | II movimento differente di RV 275, autenticità dubbia, per flauto come RV 430                               |
| RV 276  |                                                                              | Mi minore           |                                                                         |                                                                                        | in Concerts à 5, 6 & 7 instruments n. 1 (Amsterdam 1714)                                                    |
| RV 277  | Il favorito                                                                  | Mi minore           | Opus 11 n. 2 (1729)                                                     |                                                                                        | |
| RV 278  |                                                                              | Mi minore           |                                                                         |                                                                                        | |
| RV 279  |                                                                              | Mi minore           | La stravaganza: libro I Opus 4 n. 2 (1716)                              |                                                                                        | |
| RV 280  |                                                                              | Mi minore           | Opus 6 n. 5 (1719)                                                      |                                                                                        | |
| RV 281  |                                                                              | Mi minore           |                                                                         |                                                                                        | |
| RV 282  |                                                                              | Fa maggiore         |                                                                         |                                                                                        | |
| RV 283  |                                                                              | Fa maggiore         |                                                                         |                                                                                        | |
| RV 284  |                                                                              | Fa maggiore         | La stravaganza: libro II Opus 4 n. 9 (1716)                             |                                                                                        | I movimento in RV 285                                                                                       |
| RV 285  |                                                                              | Fa maggiore         |                                                                         |                                                                                        | I movimento in RV 775 e 284                                                                                 |
| RV 285a | "Concerto for Violin No.5"                                                   | Fa maggiore         | Opus 7 n. 5 (1720)                                                      |                                                                                        | I movimento RV 285                                                                                          |
| RV 286  | Concerto per la solennità di S. Lorenzo                                      | Fa maggiore         |                                                                         | ded Anna Maria della Pietà                                                             | Biblioteca Manchester                                                                                       |
| RV 287  |                                                                              | Fa maggiore         |                                                                         |                                                                                        | |
| RV 288  |                                                                              | Fa maggiore         |                                                                         |                                                                                        | |
| RV 289  |                                                                              | Fa maggiore         |                                                                         |                                                                                        | |
| RV 290  |                                                                              | Fa maggiore         |                                                                         |                                                                                        | perd, catalogo Moravské Muzeum (Brno)                                                                       |
| RV 291  |                                                                              | Fa maggiore         | La stravaganza: libro I Opus 4 n. 6 (1716)                              |                                                                                        | II movimento in RV 357                                                                                      |
| RV 292  |                                                                              | Fa maggiore         |                                                                         |                                                                                        | attr. a F. Chelleri                                                                                         |
| RV 293  | L'autunno                                                                    | Fa maggiore         | Il cimento dell'armonia e dell'inventione: libro I Opus 8 n. 3 (1725)   | ded.conte morzin                                                                       | |
| RV 294  | Il ritiro                                                                    | Fa maggiore         |                                                                         |                                                                                        | II movimento, vedi RV 22                                                                                    |
| RV 294a | Concerto for Violin No.10                                                    | Fa maggiore         | Opus 7 n. 10 (1720)                                                     |                                                                                        | II movimento differente di RV 294                                                                           |
| RV 295  |                                                                              | Fa maggiore         |                                                                         |                                                                                        | |
| RV 296  |                                                                              | Fa maggiore         |                                                                         |                                                                                        | |
| RV 297  | L'inverno                                                                    | Fa minore           | Il cimento dell'armonia e dell'inventione: libro I Opus 8 n. 4 (1725)   | ded. Conte Morzin                                                                      | |
| RV 298  |                                                                              | Sol maggiore        | La stravaganza: libro II Opus 4 n. 12 (1716)                            | ded. Vettor Delfino (Dolfin)                                                           | |
| RV 299  | "Concerto for Violin No.8"                                                   | Sol maggiore        | Opus 7 n. 8 (1720)                                                      |                                                                                        | trascr BWV 973 di Johann Sebastian Bach                                                                     |
| RV 300  |                                                                              | Sol maggiore        | La cetra: libro II Opus 9 n. 10 (1727)                                  |                                                                                        | |
| RV 301  |                                                                              | Sol maggiore        | La stravaganza: libro I Opus 4 n. 3 (1716)                              |                                                                                        | |
| RV 302  |                                                                              | Sol maggiore        |                                                                         |                                                                                        | anche attr. a G. B. Somis                                                                                   |
| RV 303  |                                                                              | Sol maggiore        |                                                                         |                                                                                        | |
| RV 304  |                                                                              | Sol maggiore        |                                                                         |                                                                                        | perduto, catalogo Moravské Muzeum (Brno)                                                                    |
| RV 305  |                                                                              | Sol maggiore        |                                                                         |                                                                                        | perd |
| RV 306  |                                                                              | Sol maggiore        |                                                                         |                                                                                        | |
| RV 307  |                                                                              | Sol maggiore        |                                                                         |                                                                                        | |
| RV 308  | Concerto Per Sig.ra Anna Maria                                               | Sol maggiore        | Opus 11 n. 4 (1729)                                                     |                                                                                        | Conservatorio di Venezia                                                                                    |
| RV 309  | Il Mare tempestoso                                                           | Sol maggiore        |                                                                         |                                                                                        | perduto |
| RV 310  |                                                                              | Sol maggiore        | L'estro armonico: libro I Opus 3 n. 3 (1711)                            |                                                                                        | trascr BWV 978 di Johann Sebastian Bach                                                                     |
| RV 311  | Violino in tromba [marina]                                                   | Sol maggiore        |                                                                         |                                                                                        | |
| RV 312  |                                                                              | Sol maggiore        |                                                                         |                                                                                        | |
| RV 313  | Violino in tromba [marina]                                                   | Sol maggiore        |                                                                         |                                                                                        | |
| RV 314  |                                                                              | Sol maggiore        |                                                                         | ded Johann Georg Pisendel                                                              | II movimento in RV 17a                                                                                      |
| RV 314a |                                                                              | Sol maggiore        |                                                                         |                                                                                        | II movimento differente di RV 314                                                                           |
| RV 315  | L'estate                                                                     | Sol minore          | Il cimento dell'armonia e dell'inventione: libro I Opus 8 n. 2 (1725)   | ded. Conte Morzin                                                                      | |
| RV 316  |                                                                              | Sol minore          |                                                                         |                                                                                        | perd |
| RV 316a |                                                                              | Sol minore          | La stravaganza: libro I Opus 4 n. 6 (1716)                              |                                                                                        | trascr BWV 975 di Johann Sebastian Bach, III movimento differente di RV 316                                 |
| RV 317  |                                                                              | Sol minore          | Opus 12 n. 1 (1729)                                                     |                                                                                        | |
| RV 318  |                                                                              | Sol minore          | Opus 6 n. 3 (1719)                                                      |                                                                                        | |
| RV 319  |                                                                              | Sol minore          |                                                                         |                                                                                        | |
| RV 320  |                                                                              | Sol minore          |                                                                         |                                                                                        | mancano poche battute del III movimento                                                                     |
| RV 321  |                                                                              | Sol minore          |                                                                         |                                                                                        | |
| RV 322  |                                                                              | Sol minore          |                                                                         |                                                                                        | inc |
| RV 323  |                                                                              | Sol minore          |                                                                         |                                                                                        | |
| RV 324  |                                                                              | Sol minore          | Opus 6 n. 1 (1719)                                                      |                                                                                        | |
| RV 325  |                                                                              | Sol minore          |                                                                         |                                                                                        | |
| RV 326  | "Concerto for Violin No.3"                                                   | Sol minore          | Opus 7 n. 3 (1720)                                                      |                                                                                        | |
| RV 327  |                                                                              | Sol minore          |                                                                         |                                                                                        | |
| RV 328  |                                                                              | Sol minore          |                                                                         |                                                                                        | |
| RV 329  |                                                                              | Sol minore          |                                                                         |                                                                                        | |
| RV 330  |                                                                              | Sol minore          |                                                                         |                                                                                        | |
| RV 331  |                                                                              | Sol minore          |                                                                         |                                                                                        | |
| RV 332  |                                                                              | Sol minore          | Il cimento dell'armonia e dell'inventione: libro II Opus 8 n. 8 (1725)  |                                                                                        | |
| RV 333  |                                                                              | Sol minore          |                                                                         |                                                                                        | |
| RV 334  |                                                                              | Sol minore          | La cetra: libro I Opus 9 n. 3 (1727)                                    |                                                                                        | |
| RV 335  | The cuckow [il cucù]                                                         | La maggiore         |                                                                         |                                                                                        | in differente versione (una con II movimento attr. a Johann Helmich Roman), vedi anche RV 518               |
| RV 335a | Il rosignuolo                                                                | La maggiore         |                                                                         |                                                                                        | II movimento differente di RV 335                                                                           |
| RV 336  |                                                                              | La maggiore         | Opus 11 n. 3 (1729)                                                     |                                                                                        | |
| RV 337  |                                                                              | La maggiore         |                                                                         |                                                                                        | perd, Moravské Muzeum (Brno)                                                                                |
| RV 339  |                                                                              | La maggiore         |                                                                         |                                                                                        | |
| RV 340  |                                                                              | La maggiore         |                                                                         | dedicato a Johann Georg Pisendel                                                       | |
| RV 341  |                                                                              | La maggiore         |                                                                         |                                                                                        | in Witvogel 35 n. 4, 6 Concerti a cinque stromenti n. 4 (Amsterdam 1735)                                    |
| RV 342  |                                                                              | La maggiore         |                                                                         |                                                                                        | |
| RV 343  |                                                                              | La maggiore         |                                                                         | ded.signora anna maria                                                                 | |
| RV 344  |                                                                              | La maggiore         |                                                                         |                                                                                        | |
| RV 345  |                                                                              | La maggiore         | La cetra: libro I Opus 9 n. 2 (1719)                                    |                                                                                        | |
| RV 346  |                                                                              | La maggiore         |                                                                         |                                                                                        | |
| RV 347  |                                                                              | La maggiore         | La stravaganza: libro I Opus 4 n. 5 (1716)                              |                                                                                        | |
| RV 348  |                                                                              | La maggiore         | La cetra: libro I Opus 9 n. 6 (1719)                                    |                                                                                        | |
| RV 349  |                                                                              | La maggiore         |                                                                         | ded.sig.anna maria                                                                     | |
| RV 350  |                                                                              | La maggiore         |                                                                         |                                                                                        | |
| RV 351  |                                                                              | La maggiore         |                                                                         |                                                                                        | perd |
| RV 352  |                                                                              | La maggiore         |                                                                         |                                                                                        | |
| RV 353  |                                                                              | La maggiore         |                                                                         |                                                                                        | |
| RV 354  | "Concerto for Violin No.4"                                                   | La minore           | Opus 7 n. 4 (1720)                                                      |                                                                                        | |
| RV 355  |                                                                              | La minore           |                                                                         |                                                                                        | autenticità dubbia                                                                                          |
| RV 356  |                                                                              | La minore           | L'estro armonico: libro I Opus 3 n. 6 (1711)                            |                                                                                        | |
| RV 357  |                                                                              | La minore           | La stravaganza: libro I Opus 4 n. 4 (1716)                              |                                                                                        | II movimento in RV 291                                                                                      |
| RV 358  |                                                                              | La minore           | La cetra: libro I Opus 9 n. 5 (1719)                                    |                                                                                        | attr. a Piantanida                                                                                          |
| RV 359  |                                                                              | Si bemolle maggiore | <>La cetra: libro II Opus 9 n. 7 (1719)                                 |                                                                                        | |
| RV 360  |                                                                              | Si bemolle maggiore |                                                                         |                                                                                        | inc |
| RV 361  |                                                                              | Si bemolle maggiore | Opus 12 n. 6 (1729                                                      |                                                                                        | |
| RV 362  | La caccia                                                                    | Si bemolle maggiore | Il cimento dell'armonia e dell'inventione: libro II Opus 8 n. 10 (1725) |                                                                                        | |
| RV 363  | Il corneto da posta                                                          | Si bemolle maggiore |                                                                         |                                                                                        | |
| RV 364  |                                                                              | Si bemolle maggiore |                                                                         |                                                                                        | in Concerti a cinque n. 8 (Amsterdam 1717)                                                                  |
| RV 364a |                                                                              | Si bemolle maggiore |                                                                         |                                                                                        | in L'Élite des Concerto Italiens n. 1 (1742-1751), II movimento differente di RV 364                        |
| RV 365  |                                                                              | Si bemolle maggiore |                                                                         |                                                                                        | |
| RV 366  | Il Carbonelli                                                                | Si bemolle maggiore |                                                                         |                                                                                        | |
| RV 367  |                                                                              | Si bemolle maggiore |                                                                         |                                                                                        | catalogo Moravské Muzeum (Brno)                                                                             |
| RV 368  |                                                                              | Si bemolle maggiore |                                                                         |                                                                                        | |
| RV 369  |                                                                              | Si bemolle maggiore |                                                                         |                                                                                        | agg. di un vl solo nel I movimento e di 2 vl soli nel II                                                    |
| RV 370  | "Concerto for violin, strings and continuo"                                  | Si bemolle maggiore |                                                                         | dedicato a Johann Georg Pisendel                                                       | |
| RV 371  |                                                                              | Si bemolle maggiore |                                                                         |                                                                                        | catalogo Moravské Muzeum (Brno)                                                                             |
| RV 372  |                                                                              | Si bemolle maggiore |                                                                         |                                                                                        | |
| RV 373  | "Concerto for Violin No.9"                                                   | Si bemolle maggiore | Opus 7 n. 9 (1720)                                                      |                                                                                        | autenticità dubbia                                                                                          |
| RV 374  | "Concerto for Oboe No.6"                                                     | Si bemolle maggiore | Opus 7 n. 6 (1720)                                                      |                                                                                        | |
| RV 375  |                                                                              | Si bemolle maggiore |                                                                         |                                                                                        | |
| RV 376  |                                                                              | Si bemolle maggiore |                                                                         |                                                                                        | |
| RV 377  |                                                                              | Si bemolle maggiore |                                                                         |                                                                                        | |
| RV 378  |                                                                              | Si bemolle maggiore |                                                                         |                                                                                        | inc (solo parte del I mov.)                                                                                 |
| RV 379  |                                                                              | Si bemolle maggiore | Opus 12 n. 5 (1729)                                                     |                                                                                        | agg di un vl solo nel III movimento                                                                         |
| RV 380  |                                                                              | Si bemolle maggiore |                                                                         |                                                                                        | |
| RV 381  |                                                                              | Si bemolle maggiore |                                                                         |                                                                                        | vedi anche RV 528, trascr BWV 980 di Johann Sebastian Bach                                                  |
| RV 382  |                                                                              | Si bemolle maggiore |                                                                         |                                                                                        | |
| RV 383  |                                                                              | Si bemolle maggiore |                                                                         |                                                                                        | agg. di un vl solo nel I movimento                                                                          |
| RV 383a |                                                                              | Si bemolle maggiore | La stravaganza: libro I Opus 4 n. 1 (1716)                              | I movimento differente di RV 383, vedi RV 381, trascr BWV 980 di Johann Sebastian Bach | |
| RV 384  |                                                                              | Si minore           |                                                                         |                                                                                        | |
| RV 385  |                                                                              | Si minore           |                                                                         |                                                                                        | autenticità dubbia                                                                                          |
| RV 386  |                                                                              | Si minore           |                                                                         |                                                                                        | |
| RV 387  | Concerto Per Sig.ra Anna Maria                                               | Si minore           |                                                                         |                                                                                        | Conservatorio di Venezia                                                                                    |
| RV 388  |                                                                              | Si minore           |                                                                         |                                                                                        | |
| RV 389  |                                                                              | Si minore           |                                                                         |                                                                                        | |
| RV 390  |                                                                              | Si minore           |                                                                         |                                                                                        | catalogo Moravské Muzeum (Brno)                                                                             |
| RV 391  |                                                                              | Si minore           | La cetra: libro II Opus 9 n. 12 (1719)                                  |                                                                                        | agg. di un vl solo nel I movimento                                                                          |

### Concerti per viola d'amore, orchestra di archi e basso continuo (RV 392-397)
| N°      | Titolo | Tonalità    | Opus | Dedica | Note                                                                                            |
| ------- | ------ | ----------- | ---- | ------ | ----------------------------------------------------------------------------------------------- |
| RV 392  |        | Re maggiore |      |        |                                                                                                 |
| RV 393  |        | Re minore   |      |        | allusione ad Anna Maria nell'indicazione « AMore », usato per RV 769                            |
| RV 394  |        | Re minore   |      |        |                                                                                                 |
| RV 395  |        | Re minore   |      |        |                                                                                                 |
| RV 395a |        | Re minore   |      |        | vedi RV 770                                                                                     |
| RV 396  |        | La maggiore |      |        | usato per RV 768                                                                                |
| RV 397  |        | La minore   |      |        | agg. di 2 vl e una vla soli nel II movimento, allusione ad Anna Maria nell'indicazione « AMor » |

### Concerti per violoncello, orchestra di archi e basso continuo (RV 398-424)
| N°     | Titolo | Tonalità            | Note | Altre info          |
| ------ | ------ | ------------------- | ---- | ------------------- |
| RV 398 |        | Do maggiore         |      |                     |
| RV 399 |        | Do maggiore         |      |                     |
| RV 400 |        | Do maggiore         |      |                     |
| RV 401 |        | Do minore           |      |                     |
| RV 402 |        | Do minore           |      |                     |
| RV 403 |        | Re maggiore         |      |                     |
| RV 404 |        | Re maggiore         |      |                     |
| RV 405 |        | Re minore           |      |                     |
| RV 406 |        | Re minore           |      |                     |
| RV 407 |        | Re minore           |      |                     |
| RV 408 |        | Mi bemolle maggiore |      |                     |
| RV 409 |        | Mi minore           |      |                     |
| RV 410 |        | Fa maggiore         |      |                     |
| RV 411 |        | Fa maggiore         |      |                     |
| RV 412 |        | Fa maggiore         |      |                     |
| RV 413 |        | Sol maggiore        |      |                     |
| RV 414 |        | Sol maggiore        |      | = RV 438            |
| RV 415 |        | Sol maggiore        |      | dubbia attribuzione |
| RV 416 |        | Sol minore          |      |                     |
| RV 417 |        | Sol minore          |      |                     |
| RV 418 |        | La minore           |      |                     |
| RV 419 |        | La minore           |      |                     |
| RV 420 |        | La minore           |      |                     |
| RV 421 |        | La minore           |      |                     |
| RV 422 |        | La minore           |      |                     |
| RV 423 |        | Si bemolle maggiore |      |                     |
| RV 424 |        | Si minore           |      |                     |

### Concerto per mandolino e orchestra di archi (RV 425)
| N°     | Titolo | Tonalità    | Opus | Dedica | Note |
| ------ | ------ | ----------- | ---- | ------ | ---- |
| RV 425 |        | Do maggiore |      |        |      |

### Concerti per flauto traverso e orchestra di archi (RV 426-440)
| N°      | Titolo              | Tonalità     | Opus                | Dedica | Note                                                           |
| ------- | ------------------- | ------------ | ------------------- | ------ | -------------------------------------------------------------- |
| RV 426  |                     | Re maggiore  |                     |        | autenticità dubbia                                             |
| RV 427  |                     | Re maggiore  |                     |        |                                                                |
| RV 428  | Il gardellino       | Re maggiore  | Opus 10 n. 3 (1729) |        | vedi anche RV 90                                               |
| RV 429  |                     | Re maggiore  |                     |        | agg. di un vl solo nel II movimento                            |
| RV 430  |                     | Mi minore    |                     |        | per vl come RV 275a                                            |
| RV 431  |                     | Mi minore    |                     |        | inc                                                            |
| RV 431a | Il Gran Mogol       | Mi minore    |                     |        |                                                                |
| RV 432  |                     | Mi minore    |                     |        | inc                                                            |
| RV 433  | La tempesta di mare | Fa maggiore  | Opus 10 n. 1 (1729) |        | vedi RV 98 e RV 570                                            |
| RV 434  |                     | Fa maggiore  | Opus 10 n. 5 (1729) |        | rielaborazione di RV 442 con II movimento trasp. in Sol minore |
| RV 435  |                     | Sol maggiore | Opus 10 n. 4 (1729) |        |                                                                |
| RV 436  |                     | Sol maggiore |                     |        |                                                                |
| RV 437  |                     | Sol maggiore | Opus 10 n. 6 (1729) |        | vedi anche RV 101                                              |
| RV 438  |                     | Sol maggiore |                     |        | vedi anche RV 414                                              |
| RV 439  | La notte            | Sol minore   | Opus 10 n. 2 (1729) |        | vedi anche RV 104                                              |
| RV 440  |                     | La minore    |                     |        |                                                                |

### Concerti per flauto diritto, orchestra di archi e basso continuo (RV 441-442)
| N°     | Titolo | Tonalità    | Opus | Dedica | Note             |
| ------ | ------ | ----------- | ---- | ------ | ---------------- |
| RV 441 |        | Do minore   |      |        |                  |
| RV 442 |        | Fa maggiore |      |        | usato per RV 434 |

### Concerti per flautino, orchestra di archi e basso continuo (RV 443-445)
| N°     | Titolo | Tonalità    | Opus | Dedica | Note |
| ------ | ------ | ----------- | ---- | ------ | ---- |
| RV 443 |        | Do maggiore |      |        |      |
| RV 444 |        | Do maggiore |      |        |      |
| RV 445 |        | La minore   |      |        |      |

### Concerti per oboe, orchestra di archi e basso continuo (RV 446-465)
| N°                 | Titolo                            | Tonalità            | Opus                                                                    | Dedica       | Note                                              |
| ------------------ | --------------------------------- | ------------------- | ----------------------------------------------------------------------- | ------------ | ------------------------------------------------- |
| RV 446             |                                   | Do maggiore         |                                                                         |              | autenticità dubbia                                |
| RV 447             |                                   | Do maggiore         |                                                                         |              | vedi anche RV 470 e 448                           |
| RV 448             | Conto P Fag accomodato P Hautbois | Do maggiore         |                                                                         |              | vedi anche RV 447 e 470                           |
| RV 449             |                                   | Do maggiore         | Il cimento dell'armonia e dell'inventione: libro II Opus 8 n. 12 (1725) |              | per vl come RV 178                                |
| RV 450             | P Fag: ridotto P Haut             | Do maggiore         |                                                                         |              | rielaborazione di RV 471                          |
| RV 451             |                                   | Do maggiore         |                                                                         |              |                                                   |
| RV 452             |                                   | Do maggiore         |                                                                         |              |                                                   |
| RV 453             |                                   | Re maggiore         |                                                                         |              |                                                   |
| RV 454             |                                   | Re minore           | Il cimento dell'armonia e dell'inventione: libro II Opus 8 n. 9 (1725)  |              | per vl come RV 236                                |
| RV 455             |                                   | Fa maggiore         |                                                                         | ded Sassonia |                                                   |
| RV 456             |                                   | Fa maggiore         |                                                                         |              | in Harmonia mundi n. 5 (1728), autenticità dubbia |
| RV 457             | P Fag: ridotto P Haut             | Fa maggiore         |                                                                         |              | rielaborazione di RV 485                          |
| RV 458             |                                   | Fa maggiore         |                                                                         |              | autenticità dubbia                                |
| RV 459/RV Anh. III |                                   | Sol minore          |                                                                         |              | inc, autenticità dubbia                           |
| RV 460             |                                   | Sol minore          | Opus 11 n. 6 (1729)                                                     |              | per vl come RV 334                                |
| RV 461             |                                   | La minore           |                                                                         |              |                                                   |
| RV 462             |                                   | La minore           |                                                                         |              |                                                   |
| RV 463             | Conto P Fag: ridotto P Haut       | La minore           |                                                                         |              | rielaborazione di RV 500                          |
| RV 464             | "Concerto for Oboe No.7"          | Si bemolle maggiore | Opus 7 n. 7 (1720)                                                      |              | autenticità dubbia                                |
| RV 465             | "Concerto for Oboe No.1"          | Si bemolle maggiore | Opus 7 n. 1 (1720)                                                      |              | autenticità dubbia                                |

### Concerti per fagotto, orchestra di archi e basso continuo (RV 466-504)
| N°     | Titolo   | Tonalità            | Opus                  | Dedica | Note                              |
| ------ | -------- | ------------------- | --------------------- | ------ | --------------------------------- |
| RV 466 |          | Do maggiore         |                       |        |                                   |
| RV 467 |          | Do maggiore         |                       |        |                                   |
| RV 468 |          | Do maggiore         |                       |        | inc                               |
| RV 469 |          | Do maggiore         |                       |        |                                   |
| RV 470 |          | Do maggiore         |                       |        | (vedi RV 447), usato per RV 448   |
| RV 471 |          | Do maggiore         |                       |        | usato per RV 450                  |
| RV 472 |          | Do maggiore         |                       |        |                                   |
| RV 473 |          | Do maggiore         |                       |        |                                   |
| RV 474 |          | Do maggiore         |                       |        |                                   |
| RV 475 |          | Do maggiore         |                       |        |                                   |
| RV 476 |          | Do maggiore         |                       |        |                                   |
| RV 477 |          | Do maggiore         |                       |        |                                   |
| RV 478 |          | Do maggiore         |                       |        |                                   |
| RV 479 |          | Do maggiore         |                       |        |                                   |
| RV 480 |          | Do minore           |                       |        |                                   |
| RV 481 |          | Re minore           |                       |        | vedi anche RV 406                 |
| RV 482 |          | Re minore           |                       |        | inc                               |
| RV 483 |          | Mi maggiore         |                       |        |                                   |
| RV 484 |          | Mi minore           |                       |        |                                   |
| RV 485 |          | Fa maggiore         |                       |        | usato per RV 457                  |
| RV 486 |          | Fa maggiore         |                       |        |                                   |
| RV 487 |          | Fa maggiore         |                       |        |                                   |
| RV 488 |          | Fa maggiore         |                       |        | agg. di 2 vl soli nel I movimento |
| RV 489 |          | Fa maggiore         |                       |        |                                   |
| RV 490 |          | Fa maggiore         |                       |        |                                   |
| RV 491 |          | Fa maggiore         |                       |        | vedi anche RV 129, 587, 610 e 611 |
| RV 492 |          | Sol maggiore        |                       |        |                                   |
| RV 493 |          | Sol maggiore        |                       |        |                                   |
| RV 494 |          | Sol maggiore        |                       |        |                                   |
| RV 495 |          | Sol minore          |                       |        |                                   |
| RV 496 |          | Sol minore          | ded Wenzel von Morzin |        |                                   |
| RV 497 |          | La minore           |                       |        |                                   |
| RV 498 |          | La minore           |                       |        |                                   |
| RV 499 |          | La minore           |                       |        |                                   |
| RV 500 |          | La minore           |                       |        | usato per RV 463                  |
| RV 501 | La notte | Si bemolle maggiore |                       |        |                                   |
| RV 502 |          | Si bemolle maggiore | ded Biancardi         |        |                                   |
| RV 503 |          | Si bemolle maggiore |                       |        |                                   |
| RV 504 |          | Si bemolle maggiore |                       |        |                                   |

## Concerti solistici (per due strumenti)

### Concerti per due violini e orchestra di archi (RV 505-530)
| N°     | Titolo | Tonalità            | Opus                                          | Dedica | Note                                               |
| ------ | ------ | ------------------- | --------------------------------------------- | ------ | -------------------------------------------------- |
| RV 505 |        | Do maggiore         |                                               |        |                                                    |
| RV 506 |        | Do maggiore         |                                               |        |                                                    |
| RV 507 |        | Do maggiore         |                                               |        |                                                    |
| RV 508 |        | Do maggiore         |                                               |        |                                                    |
| RV 509 |        | Do minore           |                                               |        |                                                    |
| RV 510 |        | Do minore           |                                               |        | per vl e org come RV 766                           |
| RV 511 |        | Re maggiore         |                                               |        |                                                    |
| RV 512 |        | Re maggiore         |                                               |        |                                                    |
| RV 513 |        | Re maggiore         |                                               |        | in VI Concerti a 5 stromenti n. 6                  |
| RV 514 |        | Re minore           |                                               |        |                                                    |
| RV 515 |        | Mi bemolle maggiore |                                               |        |                                                    |
| RV 516 |        | Sol maggiore        |                                               |        | II movimento in RV 71                              |
| RV 517 |        | Sol minore          |                                               |        |                                                    |
| RV 518 |        | La maggiore         |                                               |        | autenticità dubbia (forse di Johann Helmich Roman) |
| RV 519 |        | La maggiore         | L'estro armonico: libro I Opus 3 n. 5 (1711)  |        |                                                    |
| RV 520 |        | La maggiore         |                                               |        | inc                                                |
| RV 521 |        | La maggiore         |                                               |        |                                                    |
| RV 522 |        | La minore           | L'estro armonico: libro II Opus 3 n. 8 (1711) |        | trascr BWV 593 di Johann Sebastian Bach            |
| RV 523 |        | La minore           |                                               |        |                                                    |
| RV 524 |        | Si maggiore         |                                               |        |                                                    |
| RV 525 |        | Si maggiore         |                                               |        |                                                    |
| RV 526 |        | Si maggiore         |                                               |        | inc                                                |
| RV 527 |        | Si maggiore         |                                               |        |                                                    |
| RV 528 |        | Si maggiore         |                                               |        | forse rielaborazione RV 381                        |
| RV 529 |        | Si maggiore         |                                               |        |                                                    |
| RV 530 |        | Si maggiore         | La cetra: libro II Opus 9 n. 9 (1727)         |        |                                                    |

### Altri concerti per due strumenti, orchestra di archi e basso continuo (RV 531-548)
| N°     | Titolo                                                                                           | Tonalità            | Opus | Dedica | Note                                |
| ------ | ------------------------------------------------------------------------------------------------ | ------------------- | ---- | ------ | ----------------------------------- |
| RV 531 | Concerto per 2 violoncelli, archi e basso continuo                                               | Sol minore          |      |        |                                     |
| RV 532 | Concerto per 2 mandolini, archi e basso continuo                                                 | Sol maggiore        |      |        |                                     |
| RV 533 | Concerto per 2 flauti, archi e basso continuo                                                    | Do maggiore         |      |        |                                     |
| RV 534 | Concerto per 2 oboi, archi e basso continuo                                                      | Do maggiore         |      |        |                                     |
| RV 535 | Concerto per 2 oboi, archi e basso continuo                                                      | Re minore           |      |        |                                     |
| RV 536 | Concerto per 2 oboi, archi e basso continuo                                                      | La minore           |      |        |                                     |
| RV 537 | Concerto per 2 trombe, archi e basso continuo                                                    | Do maggiore         |      |        | II movimento in RV 110              |
| RV 538 | Concerto per 2 corni, archi e basso continuo                                                     | Fa maggiore         |      |        | vlc solo e bc nel II movimento      |
| RV 539 | Concerto per 2 corni, archi e basso continuo                                                     | Fa maggiore         |      |        |                                     |
| RV 540 | Concerto per viola d'amore, liuto, archi e basso continuo                                        | Re minore           |      |        |                                     |
| RV 541 | Concerto per violino, organo, archi e basso continuo                                             | Re minore           |      |        |                                     |
| RV 542 | Concerto per violino, organo, archi e basso continuo                                             | Fa maggiore         |      |        | autenticità dubbia                  |
| RV 543 | Concerto per violino, oboe all'unisono, archi e basso continuo                                   | Fa maggiore         |      |        | vedi RV 139                         |
| RV 544 | Concerto per violino, violoncello, archi e basso continuo "Il Proteo ò sia il mondo al rovescio" | Fa maggiore         |      |        | vedi RV 572 con differente organico |
| RV 545 | Concerto per oboe, fagotto, archi e basso continuo                                               | Sol maggiore        |      |        |                                     |
| RV 546 | Concerto per violino, violoncello/violino, violoncello all'inglese, archi e basso continuo       | La maggiore         |      |        | usato RV 780                        |
| RV 547 | Concerto per violino, violoncello, archi e basso continuo                                        | Si bemolle maggiore |      |        |                                     |
| RV 548 | Concerto per violino, oboe, archi e basso continuo                                               | Si bemolle maggiore |      |        | per 2 vl come RV 764                |

## Concerti per più violini e orchestra di archi (RV 549-553)
| N°     | Titolo                                                                                           | Tonalità            | Osservazioni                          | Note                     |
| ------ | ------------------------------------------------------------------------------------------------ | ------------------- | ------------------------------------- | ------------------------ |
| RV 549 | Concerto per 4 violini, archi e basso continuo (clavicembalo)                                    | Re maggiore         | L'estro armonico: libro I Opus 3 n. 1 | vlc solo nel I movimento |
| RV 550 | Concerto per 4 violini, archi e basso continuo (clavicembalo)                                    | Mi minore           | L'estro armonico: libro I Opus 3 n. 4 |                          |
| RV 551 | Concerto per 3 violini e basso continuo                                                          | Fa maggiore         |                                       |                          |
| RV 552 | Concerto con violino principale et altro [3!] violino per eco in lontano, archi e basso continuo | La maggiore         |                                       |                          |
| RV 553 | Concerto per 4 violini, archi (viole?) e basso continuo                                          | Si bemolle maggiore |                                       |                          |

## Altri concerti per più strumenti, orchestra di archi e basso continuo (RV 554-580)
| N°                    | Titolo | Tonalità            | Opus                                           | Dedica                                         | Note                                                                 |
| --------------------- | --- | ------------------- | ---------------------------------------------- | ---------------------------------------------- | -------------------------------------------------------------------- |
| RV 554                | Concerto per violino, organo/violino, oboe, archi e basso continuo                                                                         | Do maggiore         |                                                |                                                |                                                                      |
| RV 554a               | Concerto per violino, organo/violino, violoncello, archi e basso continuo                                                                  | Do maggiore         |                                                |                                                | = RV 554, vlc al posto dell'ob                                       |
| RV 555                | Concerto per 3 violini, oboe, 2 flauti diritti, 2 viole all'inglese, salmoè, 2 violoncelli, 2 clavicembali, archi e basso continuo         | Do maggiore         |                                                |                                                | 2 tr, 2 vlne nel III movimento                                       |
| RV 556                | Concerto per 2 oboi, 2 clarinetti, 2 flauti diritti, 2 violini, fagotto, archi e basso continuo "Per la solennità di S. Lorenzo"           | Do maggiore         |                                                |                                                | liuto nel II movimento                                               |
| RV 557                | Concerto per 2 violini, 2 oboi, archi e basso continuo                                                                                     | Do maggiore         |                                                |                                                | 2 fl dir, fag nel II movimento                                       |
| RV 558                | Concerto per 2 violini in tromba marina, 2 flauti diritti, 2 trombe?, 2 mandolini, 2 salmoè, 2 tiorbe, violoncello, archi e basso continuo | Do maggiore         |                                                |                                                |                                                                      |
| RV 559                | Concerto per 2 clarinetti, 2 oboi, archi e basso continuo                                                                                  | Do maggiore         |                                                |                                                |                                                                      |
| RV 560                | Concerto per 2 clarinetti, 2 oboi, archi e basso continuo                                                                                  | Do maggiore         |                                                |                                                |                                                                      |
| RV 561                | Concerto per violino, 2 violoncelli, archi e basso continuo                                                                                | Do maggiore         |                                                |                                                |                                                                      |
| RV 562                | Concerto per violino, 2 oboi, 2 fagotti, archi e basso continuo (organo o clavicembalo) "Per la solennità di S. Lorenzo"                   | Re maggiore         |                                                |                                                |                                                                      |
| RV 562a               | Concerto per violino, 2 oboi, 2 corni, timpani, archi e basso continuo                                                                     | Re maggiore         |                                                |                                                | II movimento differente di RV 562                                    |
| RV 563/nclass. RV 781 | Concerto per violino, 2 oboi, archi e basso continuo                                                                                       | Re maggiore         |                                                |                                                |                                                                      |
| RV 564                | Concerto per 2 violini, 2 violoncelli, archi e basso continuo                                                                              | Re maggiore         |                                                |                                                |                                                                      |
| RV 564a               | Concerto per 2 violini, 2 oboi, fagotto, archi e basso continuo                                                                            | Re maggiore         |                                                |                                                | rielaborazione dubbia di RV 564 con diff. organico e altre modifiche |
| RV 565                | Concerto per 2 violini, violoncello, archi e basso continuo (clavicembalo)                                                                 | Re minore           | L'estro armonico: libro II Opus 3 n. 11 (1711) |                                                | trascr BVW 596 di Johann Sebastian Bach                              |
| RV 566                | Concerto per 2 violini, 2 flauti diritti, 2 oboi, fagotto, archi e basso continuo                                                          | Re minore           |                                                |                                                |                                                                      |
| RV 567                | Concerto per 4 violini, violoncello, archi e basso continuo (clavicembalo)                                                                 | Fa maggiore         | L'estro armonico: libro II Opus 3 n. 7 (1711)  |                                                |                                                                      |
| RV 568                | Concerto per violino, 2 oboi, 2 corni, fagotto, archi e basso continuo                                                                     | Fa maggiore         |                                                |                                                |                                                                      |
| RV 569                | Concerto per violino, 2 oboi, 2 corni, fagotto, archi e basso continuo                                                                     | Fa maggiore         |                                                |                                                | vlc solo nel III movimento                                           |
| RV 570                | Concerto per flauto, oboe, fagotto, archi e basso continuo "Tempesta di mare"                                                              | Fa maggiore         |                                                | vl solo nel I movimento                        |                                                                      |
| RV 571                | Concerto per violino, 2 oboi, 2 corni, violoncello, fagotto, archi e basso continuo (organo o clavicembalo)                                | Fa maggiore         |                                                | vlc nel I movimento                            |                                                                      |
| RV 572                | Concerto per 2 flauti, 2 oboi, violino, violoncello, archi e basso continuo (clavicembalo) "Il Proteo ossia il mondo al rovescio"          | Fa maggiore         |                                                | inc                                            |                                                                      |
| RV 573                | Concerto per 2 oboi, 2 corni, 2 fagotti, archi e basso continuo                                                                            | Fa maggiore         |                                                | perd                                           |                                                                      |
| RV 574                | Concerto per violino, 2 tromboni da caccia, 2 oboi, fagotto, archi e basso continuo (organo o clavicembalo)                                | Fa maggiore         | ded S.A.S.I.S.P.G.M.D.G.S.M.B.                 | vlc solo nel III movimento                     |                                                                      |
| RV 575                | Concerto per 2 violini, 2 violoncelli, archi e basso continuo                                                                              | Sol maggiore        |                                                |                                                |                                                                      |
| RV 576                | Concerto per violino, 2 flauti diritti, 2 oboi, fagotto, archi e basso continuo (clavicembalo)                                             | Sol minore          | ded Sua Altezza Reale [di] Sassonia            |                                                |                                                                      |
| RV 577                | Concerto per violino, 2 oboi, 2 flauti diritti, 3 oboi?, fagotto, archi e basso continuo                                                   | Sol minore          | ded L'orchestra di Dresda                      |                                                |                                                                      |
| RV 578                | Concerto per 2 violini, violoncello, archi e basso continuo (clavicembalo)                                                                 | Sol minore          | L'estro armonico: libro I Opus 3 n. 2          |                                                |                                                                      |
| RV 578a               | Concerto per 2 violini, violoncello, archi e basso continuo (clavicembalo)                                                                 | Sol minore          | variante di RV 578                             |                                                |                                                                      |
| RV 579                | Concerto per violino, oboe, salmoè, 3 viole all'inglese, archi e basso continuo "Concerto funebre"                                         | Si bemolle maggiore |                                                |                                                |                                                                      |
| RV 580                | Concerto per 4 violini, violoncello e basso continuo (clavicembalo)                                                                        | Si minore           | L'estro armonico: libro II Opus 3 n. 10        | = BWV 1065 trascritto da Johann Sebastian Bach |                                                                      |

## Concerti per violino, due orchestre di archi e basso continuo (RV 581-583)
| N°     | Titolo                                                 | Tonalità            | Osservazioni | Note |
| ------ | ------------------------------------------------------ | ------------------- | ------------ | ---- |
| RV 581 | Concerto per la Santissima Assontione di Maria Vergine | Do maggiore         |              |      |
| RV 582 | Concerto per la Santissima Assontione di Maria Vergine | Re maggiore         |              |      |
| RV 583 | Concerto per violino discordato                        | Si bemolle maggiore |              |      |

## Concerti per più strumenti, due orchestre e basso continuo (RV 584-585)
| N°     | Titolo                                                                                    | Tonalità    | Opus e dedica | Note                                                                                       |
| ------ | ----------------------------------------------------------------------------------------- | ----------- | ------------- | ------------------------------------------------------------------------------------------ |
| RV 584 | Concerto per violino e organo (coro I); violino e organo (coro II)                        | Fa maggiore |               | incompiuto                                                                                 |
| RV 585 | Concerto per 2 violini, 2 fl diritti (coro I); 2 violini, 2 fl diritti e organo (coro II) | La maggiore |               | tior/org nel II movimento, vlc nel III movimento (coro I); vlc nel III movimento (coro II) |

## Musica vocale

### Musica sacra

#### Messe e parti di messa (RV 586-592)
| N°     | Titolo                 | Tonalità     | Note |
| ------ | ---------------------- | ------------ | --- |
| RV 586 | Sacrum, messa completa | Do maggiore  | S, A, T, B, 4 vv, 2 tr ad lib, 2 vl, 2 vlc e bc, autenticità dubbia |
| RV 587 | Kyrie                  | Sol minore   | S, S, A, A, 2 cori a 4 vv miste, archi e bc |
| RV 588 | Gloria                 | Re maggiore  | S, S, A, T, 4 vv, tr, 2 ob, 2 vl ad lib, archi e bc, introduzione per S solo, prec. da RV 639/639a (tre movimenti rielaborati da un Gloria di Giovanni Maria Ruggieri) |
| RV 589 | Gloria                 | Re maggiore  | S, S, A, 4 vv, tr, ob, vl ad lib, archi e bc (un movimento rielaborato da un Gloria di Giovanni Maria Ruggieri)                                                        |
| RV 590 | Gloria                 | Re maggiore  | perd, ob in trombae |
| RV 591 | Credo                  | Mi minore    | coro a 4 vv miste, archi e bc |
| RV 592 | Credo                  | Sol maggiore | S, A, 4 vv, ob ad lib, archi e bc, autenticità dubbia |

#### Salmi, ecc. (RV 593-611)
| N°      | Titolo                                       | Tonalità            | Note |
| ------- | -------------------------------------------- | ------------------- | --- |
| RV 593  | Domine ad adjuvandum me festina, responsorio | Sol maggiore        | 2 cori |
| RV 594  | Dixit Dominus, salmo 109                     | Re maggiore         | S, S, A, T, B, 2 cori a 4 vv miste, 2 ob, 2 tr, archi in 2 cori e bc                                          |
| RV 595  | Dixit Dominus, salmo 109                     | Re maggiore         | S, S, A, T, B, 5 vv, tr, 2 ob, 2 vlc, archi e bc; III movimento rielaborazione da lavori di altri compositori |
| RV 596  | Confitebor tibi Domine, salmo 110            | Do maggiore         | A, T, B, 2 ob, archi e bc                                                                                     |
| RV 597  | Beatus vir, salmo 111                        | Do maggiore         | 2 cori |
| RV 598  | Beatus vir, salmo 111                        | Si bemolle maggiore | |
| RV 599  | Beatus (vir), salmo 111                      | Si bemolle maggiore | perd |
| RV 600  | Laudate pueri Dominum, salmo 112             | Do minore           | |
| RV 601  | Laudate pueri Dominum, salmo 112             | Sol maggiore        | |
| RV 602  | Laudate pueri Dominum, salmo 112             | La maggiore         | 2 cori |
| RV 602a | Laudate pueri Dominum, salmo 112             | La maggiore         | variante di RV 602                                                                                            |
| RV 603  | Laudate pueri Dominum, salmo 112             | La maggiore         | 2 cori, variante di RV 602                                                                                    |
| RV 604  | In exitu Israel, salmo 113                   | Do maggiore         | |
| RV 605  | Credidi propter quod locutus sum, salmo 115  | Do maggiore         | confradactum di RV Anh. 35                                                                                    |
| RV 606  | Laudate Dominum omnes gentes, salmo 116      | Re minore           | |
| RV 607  | Lætatus sum, salmo 121                       | Fa maggiore         | |
| RV 608  | Nisi Dominus, salmo 126                      | Sol minore          | |
| RV 609  | Lauda Jerusalem, salmo 147                   | Mi minore           | 2 cori |
| RV 610  | Magnificat                                   | Sol minore          | |
| RV 610a | Magnificat                                   | Sol minore          | versione per 2 cori di RV 610                                                                                 |
| RV 610b | Magnificat                                   | Sol minore          | variante di RV 610                                                                                            |
| RV 611  | Magnificat                                   | Sol minore          | variante posteriore di RV 610                                                                                 |
| RV 807  | Dixit Dominus                                | Re Maggiore         | Già attribuito a Galuppi, riconosciuto di Vivaldi nel 2005 da Janice Stockigt                                 |

#### Inni, antifone, ecc. (RV 612-622)
| N°     | Titolo                                   | Tonalità            | Note                                |
| ------ | ---------------------------------------- | ------------------- | ----------------------------------- |
| RV 612 | Deus tuorum militum, inno                | Do maggiore         |                                     |
| RV 613 | Gaude Mater Ecclesia, inno               | Si bemolle maggiore |                                     |
| RV 614 | Laudate Dominum omnes gentes, offertorio | Fa maggiore         |                                     |
| RV 615 | Regina cœli, antifona                    | Do maggiore?        | inc, T solo                         |
| RV 616 | Salve Regina, antifona                   | Do minore           | 2 cori, A solo                      |
| RV 617 | Salve Regina, antifona                   | Fa maggiore         | S solo                              |
| RV 618 | Salve Regina, antifona                   | Sol maggiore        | A solo                              |
| RV 619 | Salve Regina, antifona                   | ?                   | voce solista, 2 fl, vlc e org, perd |
| RV 620 | Sanctorum meritis, inno                  | Do maggiore         |                                     |
| RV 621 | Stabat Mater, inno                       | Fa minore           | 1712                                |
| RV 622 | Te Deum, inno di ringraziamento          | ?                   | perd                                |

#### Mottetti (RV 623-634)
| N°     | Titolo                        | Tonalità            | Note                                             |
| ------ | ----------------------------- | ------------------- | ------------------------------------------------ |
| RV 623 | Canta in prato, ride in monte | La maggiore         | S, 2 vl, vla e bc                                |
| RV 624 | Claræ rosæ respirate          | Mi minore           | S, vl senza accompagnamento orchestrale, bc, inc |
| RV 625 | Claræ stellæ scintillate      | Fa maggiore         | A, archi e bc                                    |
| RV 626 | In furore justissimæ iræ      | Do minore           | S, archi e bc                                    |
| RV 627 | In turbato mare irato         | Sol maggiore        | S, archi e bc                                    |
| RV 628 | Invicti bellate               | Sol maggiore        | A, archi e bc, inc                               |
| RV 629 | Longe mala, umbræ, terrores   | Sol minore          | S, = RV 640                                      |
| RV 630 | Nulla in mundo pax sincera    | Mi maggiore         | S                                                |
| RV 631 | O qui cœli terræque serenitas | Mi bemolle maggiore | S                                                |
| RV 632 | Sum in medio tempestatum      | Fa maggiore         | S                                                |
| RV 633 | Vespro Principi divino        | Fa maggiore         | A                                                |
| RV 634 | Vos auræ per montes           | La maggiore         | S, Per la solennità di Sant'Antonio              |
| RV 811 | Vos invito                    |                     | A, archi e bc                                    |

#### Introduzioni (RV 635-642)
Introduzioni di Vivaldi
| N°      | Titolo                                     | Tonalità            | Note                              |
| ------- | ------------------------------------------ | ------------------- | --------------------------------- |
| RV 635  | Ascende læta (Dixit)                       | La maggiore         | S, archi e bc                     |
| RV 636  | Canta in prato, ride in fonte (Dixit)      | Sol maggiore        | S, archi e bc                     |
| RV 637  | Cur sagittas, cur tela, cur faces (Gloria) | Si bemolle maggiore | A, archi e bc                     |
| RV 638  | Filiæ mestæ Jerusalem (Miserere)           | Do minore           | A, archi e bc                     |
| RV 639  | Jubilate, o amœni chori (Gloria RV 588)    | Re maggiore         | S/A, archi e bc                   |
| RV 639a | Jubilate, o amœni chori (Gloria RV 588)    | Re maggiore         | S/A, archi e bc, adatt. da RV 639 |
| RV 640  | Longe mala, umbræ, terrores (Gloria)       | Sol minore          | A, archi e bc, vedi RV 629        |
| RV 641  | Non in pratis (Miserere)                   | Fa maggiore         | A, archi e bc                     |
| RV 642  | Ostro picta, armata spina (Gloria)         | Re maggiore         | S, archi e bc                     |

#### Oratorî (RV 643-645)
| N°     | Titolo                                         | Librettista      | Luogo e data           | Note |
| ------ | ---------------------------------------------- | ---------------- | ---------------------- | ---- |
| RV 643 | Moyses Deus Pharaonis                          |                  | Venezia, 1714          | perd |
| RV 644 | Juditha triumphans devicta Holofernis barbarie | Giacomo Cassetti | Venezia, novembre 1716 |      |
| RV 645 | L'adorazione delli tre rè magi al bambino Gesù |                  | Milano, 1722           | perd |

#### Contrafactasacri (RV 646-648)
| N°                          | Titolo                                                            | Tonalità                       | Note                                                                               |
| --------------------------- | ----------------------------------------------------------------- | ------------------------------ | ---------------------------------------------------------------------------------- |
| RV 646/nclass RV Anh. 59.24 | Ad corda reclina (Concertus Italicus)                             | Fa maggiore                    | A, archi e bc (adattamento anonimo di Vedrai quel volto di quella infelice RV 700) |
| RV 647/nclass RV Anh. 59.25 | Eja voces plausum date/Nato pastor pro me melos (Aria de Sanctis) | Mi bemolle maggiore/Re bemolle | B, archi e bc (adattamento anonimo di Benché nasconda la serpe in seno RV 728)     |
| RV 648/nclass RV Anh. 56.26 | Ihr Himmel nun (Concertus Italicus)                               | Mi maggiore                    | A, vl, archi e bc (adattamento anonimo di Son come farfalletta RV 728)             |

### Musica profana

#### Cantate per soprano e basso continuo (RV 649-669 e 753)
| N°     | Titolo                                  | Tonalità | Note                   |
| ------ | --------------------------------------- | -------- | ---------------------- |
| RV 649 | All'ombra d'un bel faggio               |          |                        |
| RV 650 | Allor che lo sguardo                    |          |                        |
| RV 651 | Amor hai vinto                          |          | stesso testo di RV 683 |
| RV 652 | Aure, voi più non siete                 |          |                        |
| RV 653 | Del suo natio rigore                    |          |                        |
| RV 654 | Elvira, anima mia                       |          |                        |
| RV 655 | Era la notte quando i suoi splendori    |          |                        |
| RV 656 | Fonti del pianto                        |          |                        |
| RV 657 | Geme l'onda che parte dal fonte         |          |                        |
| RV 658 | Il povero mio cor                       |          |                        |
| RV 659 | Indarno cerca la tortorella             |          | autenticità dubbia     |
| RV 660 | La farfalletta s'aggira al lume         |          |                        |
| RV 661 | Nel partir da te, mio caro              |          |                        |
| RV 662 | Par che tardo oltre il costume          |          |                        |
| RV 663 | Scherza di fronda in fronda             |          |                        |
| RV 664 | Se ben vivon senz'alma                  |          |                        |
| RV 665 | Si levi dal pensier                     |          |                        |
| RV 666 | Sì, sì luce adorate                     |          |                        |
| RV 667 | Sorge vermiglia in ciel la bella Aurora |          |                        |
| RV 668 | T'intendo sì mio cor                    |          |                        |
| RV 669 | Tra l'erbe i zeffiri                    |          |                        |
| RV 753 | Prendea con man di latte                |          | autenticità dubbia     |

#### Cantate per contralto e basso continuo (RV 670-677)
| N°     | Titolo                                  | Tonalità | Note                        |
| ------ | --------------------------------------- | -------- | --------------------------- |
| RV 670 | Alla caccia dell'alme e de' cori        |          |                             |
| RV 671 | Care selve, amici prati                 |          |                             |
| RV 672 | Filli di gioia vuoi farmi morir         |          | falsa attribuzione (Talbot) |
| RV 673 | Ingrata, Lidia, hai vinto il tuo rigore |          | falsa attribuzione (Talbot) |
| RV 674 | Perfidissimo cor! Iniquo fato!          |          |                             |
| RV 675 | Piango, gemo, sospiro e peno            |          | falsa attribuzione (Talbot) |
| RV 676 | Pianti, sospiri e dimandar mercede      |          |                             |
| RV 677 | Qual per ignoto calle                   |          |                             |

#### Cantate per soprano con accompagnamento strumentale (RV 678-682)
| N°     | Titolo                    | Tonalità | Note             |
| ------ | ------------------------- | -------- | ---------------- |
| RV 678 | All'ombra di sospetto     |          | fl               |
| RV 679 | Che giova il sospirar     |          | 2 vl, vla        |
| RV 680 | Lungi dal vago            |          | vl               |
| RV 681 | Perché son molli          |          | 2 vl soli, 2 vla |
| RV 682 | Vengo a voi, luci adorate |          | 2 vl, vla        |

#### Cantate per contralto con accompagnamento strumentale (RV 683-686)
| N°      | Titolo                  | Tonalità | Opus e dedica                                                                       | Note                  |
| ------- | ----------------------- | -------- | ----------------------------------------------------------------------------------- | --------------------- |
| RV 683  | Amor, hai vinto         |          |                                                                                     | 2 vl, vla             |
| RV 684  | Cessate, omai cessate   |          |                                                                                     | 2 vl, vla             |
| RV 684a | Cessate, omai cessate   |          |                                                                                     | cambia la I aria, inc |
| RV 685  | O mie porpore più belle |          | In lode di Monsignor da Bagni, Vescovo di Mantova.                                  | 2 vl, vla             |
| RV 686  | Qual in pioggia dorata  |          | In lode di S.A.S. il Sig. Prencipe Filippo d'Armistath [sic] Governatore di Mantova | 2 cor, 2 vl, vla      |

#### Serenate (RV 687-694)
| N°          | Titolo                                       | Librettista                              | Luogo e data               | Note                                              |
| ----------- | -------------------------------------------- | ---------------------------------------- | -------------------------- | ------------------------------------------------- |
| RV 687      | La Gloria, Himeneo - Dall'eccelsa mia reggia |                                          | Venezia, 12 settembre 1725 | 2 vv (S, A), archi e bc                           |
| RV 688      | Le gare del dovere                           |                                          | Rovigo, primavera 1708     | perd, 5 vv                                        |
| RV 689      | Le gare della giustitia e della pace         | Giovanni Battista Catena                 | Venezia?                   | perd                                              |
| RV 690      | Mio cor, povero cor                          |                                          | 1719 ca                    |                                                   |
| RV 691      | Il mopso - Egloga Pescatoria                 | Giovanni Cendoni, detto Egidio Nonnanuci | Venezia, carnevale 1738    | perd                                              |
| RV 692      | Questa, Eurilla gentil                       | V. Vettori                               | Mantova, 31 luglio 1726    | part. perd.                                       |
| RV 693      | La Sena festeggiante                         | Domenico Lalli                           | Venezia?, 1726 ca          |                                                   |
| RV 694      | L'unione della pace e di Marte               | Antonio Grossatesta                      | Venezia, 19 settembre 1727 | part. perd.                                       |
| RV Anh. 117 | Andromeda liberata                           | Vincenzo Cassani                         |                            | aria Sovente il sole RV 749.18 di Antonio Vivaldi |

#### Opere (RV 695-740)
| RV 695                    | L'Adelaide                                                  | Antonio Salvi?                                                                                           | Verona, Filarmonico, carnevale 1735        | perduta                                             | ded. A. Grimani | | | |  |  |
| RV 696/nclass. RV Anh. 88 | Alvilda, regina de' Goti                                    | Apostolo Zeno (da L'amor generoso o da L'amazzone corsara di G. C. Corradi)                              | Praga, Sporck, primavera 1731              | perduta                                             | alcune arie di Antonio Vivaldi (eccetto le arie bernesche) - Pasticcio arrangiato dall'impresario Antonio Denzio a partire dalla partitura RV 709-A | | | |  |  |
| RV 697                    | Argippo                                                     | Domenico Lalli                                                                                           | Praga, Sporck, autunno 1730                | parzialmente conservata                             | 6 arie databili intorno al 1733 appartenenti ad una ripresa successiva dell'Argippo (vedi RV Anh. 137) sono stati ritrovati dal direttore Ondřej Macek | | | |  |  |
| RV 698/nclass. RV Anh. 89 | Aristide                                                    | Carlo Goldoni?                                                                                           | Venezia, San Samuele, autunno 1735         | perduta                                             | falsamente attribuito a Vivaldi (vedi RV Anh. 89) | | | |  |  |
| RV 699-A                  | Armida al campo d'Egitto                                    | Giovanni Palazzi                                                                                         | Venezia, San Moisè, 15 febbraio 1718       | perduta                                             | L'aria Agitata de' venti dall'onte è riutilizzata da Georg Philipp Telemann in Ulysses (RV Anh. 126) | riprese Armida al campo d'Egitto, vedi RV 699-B; Gl'inganni per vendetta, vedi RV 720/RV 699-C; Armida al campo d'Egitto, vedi RV 699-D - una ripresa anche a Lodi nel 1719, che, però, manca nel Catalogo Ryom | | |  |  |
| RV 699-B                  | Armida al campo d'Egitto                                    | Giovanni Palazzi, (da Torquato Tasso)                                                                    | Mantova, Arciducale, 24 aprile 1718        | part. perd.                                         | a giudicare dal libretto quasi identica a RV 699-A (qualche inserzione da RV 737) | | | |  |  |
| RV 699-D                  | Armida al campo d'Egitto                                    | Giovanni Palazzi, (da Torquato Tasso)                                                                    | Venezia, Sant'Angelo, 12 febbraio 1738     | conservata (manca il II atto)                       | past. arr. da Antonio Vivaldi basato su RV 699a, con 2 arie di Leonardo Leo - partitura praticamente identica a RV 699-A [in Fondo Foà vol. 38] | ... | 1 aria superstite del II atto in 'DK-Kb' (Chi alla colpa fa tragitto) | Ryom n.223,227,229,209,170 - Strohm n.-,166,225,11,16                                                 |  |  |
| RV 700                    | Arsilda, regina di Ponto                                    | Domenico Lalli                                                                                           | Venezia, Sant'Angelo, 27 o 28 ottobre 1716 | conservata (2 testimoni)                            | facio fede 18 ottobre 1716; interm. L'alfier fanfarone; le due versioni della partitura (una autografa di lavoro e una bella copia non autografa) [in Foà volume 35] - almeno 10 arie alternative nell'autografo, la copia presenta 13 arie in meno                                                                           | | 17 arie in 'D-Dlb' (Mus.1-F-30) | Ryom n.76-91 - Strohm n.73-78                                                                         |  |  |
| RV 701/RV 706-B           | Artabano, rè de' Parti                                      | Antonio Marchi                                                                                           | Venezia, San Moisè, carnevale 1718         | perduta                                             | ripresa di RV 706, facio fede 5 gennaio 1718 | | | |  |  |
| RV 701/RV 706-C           | Artabano, rè de' Parti                                      | Antonio Marchi                                                                                           | Vicenza, Garzerie, carnevale 1719          | perduta                                             | libretto ded. conte Girolamo Porto Barbaran | | | |  |  |
| RV 702-A                  | L'Atenaide                                                  | Apostolo Zeno                                                                                            | Firenze, Pergola, 20 o 29 dicembre 1729    | perduta                                             | ded. Gastone De' Medici, uso di alcune arie tratte da RV 711 e 728 | L'Atenaide, vedi RV 702b | | |  |  |
| RV 702-B                  | L'Atenaide                                                  | Apostolo Zeno                                                                                            | 1731 o 1732?                               | conservata (non autografa)                          | quasi identica a RV 702-A, [in Fondo Giordano vol. 39] | ... | 5 arie in 'D-Dlb' (Mus.2389-J-1) di cui 1 alternativa non preservata in Giordano 39 (Sovrana sul trono d'augusto) | Ryom n.64,56,60,61,67,69                                                                              |  |  |
| RV 703                    | Il Bajazet (Tamerlano)                                      | Agostino Piovene                                                                                         | Verona, Filarmonico, carnevale 1735        | conservata (parzialmente autografa)                 | tragedia in musica, past. arr. da Antonio Vivaldi, contiene arie di Johann Adolf Hasse, Nicola Porpora, Geminiano Giacomelli e Riccardo Broschi; [in Fondo Giordano vol. 36] | | | |  |  |
| RV 704                    | La Candace, o siano Li veri amici                           | Francesco Silvani, rielaborazione di Domenico Lalli (da Héraclius, empereur d'Orien di Pierre Corneille) | Mantova, Arciducale, carnevale 1720        | perduta                                             | ... | ... | 11 arie e un quartetto in 'I-Tn' [Foà 28] | Ryom n.1,2,40-50 - Strohm n.176,177,212-221                                                           |  |  |
| RV 705                    | Catone in Utica                                             | Pietro Metastasio                                                                                        | Verona, Filarmonico, marzo? 1737           | conservato solo II e III atto                       | [in Fondo Foà vol. 38] | Catone in Utica, Graz, Tummelplatz, carnevale 1740, vers. diff. di RV 705, solo libretto | | |  |  |
| RV 706-A                  | La costanza trionfante degl'amori e de gl'odii              | Antonio Marchi                                                                                           | Venezia, San Moisè, gennaio? 1716          | perduta                                             | ded. 18 gennaio 1716, facio fede 21 gennaio 1716 | Artabano, rè de' Parti, vedi RV 701/RV 706-B/RV 706-C; L'Artabano, vedi RV 706-D; Doriclea, vedi RV 708/RV 706-E; Die über Hass und Liebe siegende Beständigkeit, oder Tigrane, vedi RV Anh. 57; L'odio vinto dalla costanza, vedi RV Anh. 51 | 15 arie ed un duetto conservati in varie fonti, alcune di recente scoperta | Ryom n.169,172,173,189,199,210,211 Strohm n.10,18,17,160,8,6,11                                       |  |  |
| RV 706-D                  | L'Artabano                                                  | Antonio Marchi                                                                                           | Mantova, Arciducale, carnevale 1725        | perduta                                             | | | | |  |  |
| RV 707                    | Cunegonda                                                   | Agostino Piovene (da La principessa fedele)                                                              | Venezia, Sant'Angelo, 29 gennaio 1726      | perduta                                             | forse past. arr. da Antonio Vivaldi, facio fede 22 gennaio 1726 | | | |  |  |
| RV 708/RV 706-E           | Doriclea                                                    | Antonio Marchi                                                                                           | Praga, Sporck, carnevale 1732              | perduta                                             | adatt. dalla prima vers. di RV 706 | | | |  |  |
| RV 709-A                  | Dorilla in Tempe                                            | Antonio Maria Lucchini                                                                                   | Venezia, Sant'Angelo, 9 novembre 1726      | perduta                                             | melodramma eroico-pastorale; Dorilla in Tempe, Venezia, Brugnolo di S. Margherita, 1728, part. perd., libretto ms. | Dorilla in Tempe, vedi RV 709-B; Dorilla in Tempe, vedi RV 709-C; La Dorilla, vedi RV 709-D | | |  |  |
| RV 709-B                  | Dorilla in Tempe                                            | Antonio Maria Lucchini                                                                                   | Praga, Sporck, primavera 1732              | part. perd.                                         | | | | |  |  |
| RV 709-C                  | Dorilla in Tempe                                            | Antonio Maria Lucchini                                                                                   | Venezia, Sant'Angelo, 2 febbraio 1734      | part. perd.                                         | | | | |  |  |
| RV 709-D                  | La Dorilla                                                  | Antonio Maria Lucchini                                                                                   | esec. sconosciuta                          | conservata (parzialmente autografa)                 | past. arr. da Antonio Vivaldi su rielaborazione di RV 709c, con arie di Johann Adolf Hasse, Geminiano Giacomelli e Leonardo Leo [in Fondo Foà vol. 39] | | | |  |  |
| RV 710                    | Ercole su'l Termodonte                                      | Giacomo Francesco Bussani                                                                                | Roma, Capranica, gennaio 1723              | perduta                                             | ... | ... | 23 arie in varie fonti ('F-Pc', 'B-Bc', 'D-MUs') | Ryom n.104-127,140-145,186,187,191,193,195-197,216,226 - Strohm n.35-58,137-142,153,158,159,157,2,165 |  |  |
| RV 711-A                  | Farnace                                                     | Antonio Maria Lucchini                                                                                   | Venezia, Sant'Angelo, 10 febbraio 1727     | perduta                                             | facio fede 6 febbraio 1727 | Farnace, vedi RV 711-B; RV 711-C; RV 711-D; RV 711-E; RV 711-F e RV 711-G | | |  |  |
| RV 711-B                  | Farnace                                                     | Antonio Maria Lucchini                                                                                   | Venezia, Sant'Angelo, autunno 1727         | part. perd.                                         | rielaborazione da RV 711a, | | | |  |  |
| RV 711-C                  | Farnace                                                     | Antonio Maria Lucchini                                                                                   | Praga, Sporck, primavera 1730              | part. perd.                                         | Possibili arie non vivaldiane secondo Freeman per il ruolo buffo di Grillone | | | |  |  |
| RV 711-D                  | Farnace                                                     | Antonio Maria Lucchini                                                                                   | Pavia, Omodeo, primavera 1731              | conservata                                          | part. completa con Sinfonia parz. autogr. [in Fondo Giordano vol. 36] | | | |  |  |
| RV 711-E                  | Farnace                                                     | Antonio Maria Lucchini                                                                                   | Mantova, Arciducale, carnevale 1732        | part. perd.                                         | | | | |  |  |
| RV 711-F                  | Farnace                                                     | Antonio Maria Lucchini                                                                                   | Treviso, Dolfin, carnevale 1737            | part. perd.                                         | | | | |  |  |
| RV 711-G                  | Farnace                                                     | Antonio Maria Lucchini                                                                                   | Ferrara, progett. 1738 (ma non realizzata) | conservata                                          | part. autogr. inc.; [I e II atto in Fondo Giordano vol. 37] | | | |  |  |
| RV 712                    | La fede tradita e vendicata                                 | Francesco Silvani                                                                                        | Venezia, Sant'Angelo, 16 febbraio 1726     | perduta                                             | facio fede 10 gennaio 1726 | Ernelinda, vedi RV Anh. 45 | 1 aria conservata (Sin nel placido soggiorno - sita in 'D-Dlb'(Mus.2389-J-1)) | Ryom n.52 - Strohm n.94                                                                               |  |  |
| RV 713                    | Feraspe                                                     | Francesco Silvani (da L'innocenza giustificata)                                                          | Venezia, Sant'Angelo, 7 novembre 1739      | part. perd.                                         | | | | |  |  |
| RV 714                    | La fida ninfa                                               | Scipione Maffei                                                                                          | Verona, Filarmonico, 6 gennaio 1732        | conservata (autografa)                              | ded. 6 gennaio 1732, [in Fondo Giordano vol. 39bis] | Il giorno felice, vedi RV Anh. 92 | 9 arie in 'D-Dlb' (Mus.2389-J-1) | Ryom n.54,57,62,65,68,70,74,75                                                                        |  |  |
| RV 715                    | Filippo, rè di Macedonia                                    | Domenico Lalli                                                                                           | Venezia, Sant'Angelo, 27 dicembre 1720     | perduta                                             | past., facio fede 17 dicembre 1720, I e II atto di Giuseppe Boniventi, interm. Melinda e Tiburzio | . | 1 aria in 'F-Pc' (Scherza di fronda in fronda - attribuita ad Orlandini, ma l'attribuzione è smentita da Talbot) | |  |  |
| RV 716                    | Ginevra, principessa di Scozia                              | Antonio Salvi (da Ludovico Ariosto)                                                                      | Firenze, Pergola, 17 gennaio 1736          | part. perd.                                         | | | | |  |  |
| RV 717                    | Giustino                                                    | Nicolò Berengani, Pietro Pariati                                                                         | Roma, Capranica, carnevale 1724            | conservata                                          | [in Fondo Foà vol. 34] - lacuna di 1 aria in III.3 (Di re sdegnato) - l'aria La cervetta timidetta (III.7) è usata da Georg Friedrich Händel nel suo Catone (RV Anh.80) | | 2 arie in 'F-Pc' | Ryom n.178,179 - Strohm n.135,136                                                                     |  |  |
| RV 718                    | Griselda                                                    | Apostolo Zeno con rielaborazione di Carlo Goldoni (da Il Decameron di Giovanni Boccaccio                 | Venezia, San Samuele, 18 maggio 1735       | conservata                                          | part. autogr. [in Fondo Foà vol. 36] - 1 aria alternativa a II.7 (Dovresti esser contento) | | 2 arie (in 'D-B' e 'I-Mc') | Ryom n.214,235 - Strohm n.19,169                                                                      |  |  |
| RV 719                    | L'incoronazione di Dario                                    | Adriano Morselli                                                                                         | Venezia, Sant'Angelo, 23 gennaio 1717      | conservata                                          | facio fede 15 gennaio 1717, part. autogr. [in Fondo Giordano vol. 38] | | 1 aria in 'F-Pc' | Ryom n.184 - Strohm n.146                                                                             |  |  |
| RV 720/RV 699-C           | Gl'inganni per vendetta                                     | Giovanni Palazzi/Domenico Lalli                                                                          | Vicenza, Garzerie, ottobre 1720            | facio fede 12 maggio 1720, part. perd.              | | | | |  |  |
| RV 721                    | L'inganno trionfante in amore                               | Giovanni Maria Ruggieri (da Laodicea e Berenice di Matteo Noris)                                         | Venezia, Sant'Angelo, autunno 1725         | part. perd.                                         | ... | ... | 1 aria conservata (Al balenar del brando - sita in 'D-Bd', Mus.9050) | Ryom n.- , Strohm n.-                                                                                 |  |  |
| RV 722                    | Ipermestra                                                  | Antonio Salvi                                                                                            | Firenze, Pergola, 25 gennaio 1727          | perduta                                             | l'aria Vaghe luci belle (I.1) è riutilizzata da Haendel nel suo Catone (RV anh.80) e da Leonardo Vinci in Stratonica (RV anh.124) | ... | 3 arie in 'US-BE' (Ms.13): Priva del suo compagno, Vaghe luci belle,Sazierò col morir mio) | Ryom n.162,163,165 - Strohm n.235,236,237                                                             |  |  |
| RV 723                    | Motezuma                                                    | Girolamo Alvise Giusti                                                                                   | Venezia, Sant'Angelo, 14 novembre 1733     | parzialmente conservata                             | part. scoperta Bibl. Singakademie Berlino da Steffen Voss (2004), L'esemplare in questione è non autografo (copista "Scribe 4"), acefalo ed adespota | | | |  |  |
| RV 724                    | Nerone fatto Cesare                                         | Matteo Noris                                                                                             | Venezia, Sant'Angelo, carnevale 1715       | perduta                                             | past. arr. da Antonio Vivaldi, facio fede 12 febbraio 1715 | Nerone fatto Cesare, Brescia, Accademia, carnevale 1716, forse adatt. della vers. 1715 con molte nuove arie (arrangiato dall'impresario Pietro Denzio?) | | |  |  |
| RV 725                    | L'Olimpiade                                                 | Pietro Metastasio                                                                                        | Venezia, Sant'Angelo, 17 febbraio 1734     | conservata (autografa - bella copia con correzioni) | arie da Lucio Vero di Apostolo Zeno e Demofoonte di Pietro Metastasio; [in Fondo Foà vol. 39] - correzioni in vista di una rappresentazione a Ferrara per il 1739 poi non realizzata (consistenti principalmente in tagli e omissioni di parti)                                                                               | | 3 arie in 'US-BE' (Ms.120) | Ryom n.166,167,168                                                                                    |  |  |
| RV 726                    | L'oracolo in Messenia                                       | Apostolo Zeno (dalla Merope)                                                                             | Venezia, Sant'Angelo, 30 dicembre 1737     | part. perd.                                         | facio fede 27 dicembre 1737; | L'oracolo in Messenia, Vienna, Kärntnertor, carnevale 1742, molti testi delle arie modificati | | |  |  |
| RV 727                    | Orlando finto pazzo                                         | Grazio Braccioli (da Orlando innamorato di Matteo Maria Boiardo)                                         | Venezia, Sant'Angelo, novembre 1714        | conservata (autografa - copia di lavoro)            | ded. 10 novembre 1714; [in Fondo Giordano vol. 38] - 9 arie alternative in partitura (3 in appendice) | | 2 arie in 'D-SHs' | Ryom n.249,250 - Strohm n.120,121                                                                     |  |  |
| RV 728                    | Orlando (furioso)                                           | Grazio Braccioli (da Ludovico Ariosto)                                                                   | Venezia, 10 novembre? 1727                 | conservata (copia di lavoro)                        | facio fede 5 novembre 1727, libretto simile ma mus. diff. da RV 727, interm. Il marito giocatore, part. parz. autogr. [in Fondo Giordano vol. 39bis] - lacune nel 3º atto (mancano le arie Come l'onda e Non è felice un'alma - Haendel riutilizza l'aria Benché nascondi (II.2) per il suo Catone (RV anh.80)                | Orlando (furioso), Braunschweig, 1722 (RV anh.122), prob. past., part. perd.; Orlando (furioso), Brno, Taverna, carnevale 1735, mus. di Antonio Vivaldi, a riserva di alcune arie; Orlando (furioso), Bergamo e Vicenza, 1738 (rispettivamente RV anh.127.22 e 127.23), due libretti quasi identici, diff. per il frontespizio, un interprete e una dedica; Orlando (furioso), Este, Teatro Grillo, fiera 1740 (RV anh.127.24), solo libretto, autore della mus. non specificato; Orlando (furioso), Bassano, Nuovo Teatro, 1741 (RV anh.127.25), solo libretto, autore della mus. non specificato | | |  |  |
| RV 729-A                  | Ottone in villa                                             | Domenico Lalli (da Messalina di Francesco Maria Piccioli)                                                | Vicenza, Garzerie, maggio 1713             | conservata (bella copia)                            | facio fede 21 aprile 1713; [in Fondo Foà vol. 37] - l'aria Io sembro appunto è riutilizzata da Francesco Gasparini in Eumene (RV anh.81) | Ottone in villa, Treviso, Dolfin, ottobre 1729 | | Ryom n.232 - Strohm n.-                                                                               |  |  |
| RV 729-B                  | Ottone in villa                                             | Domenico Lalli                                                                                           | Treviso, Dolfin, 1729                      | perduta                                             | diverse interpolazioni rispetto a RV 729-A, alcune arie ex novo | | | |  |  |
| RV 730                    | Rosilena ed Oronta                                          | Giovanni Palazzi                                                                                         | Venezia, Sant'Angelo, 17 gennaio 1728      | part. perd.                                         | facio fede 11 o 12 gennaio 1728, ded. 17 gennaio 1728; | | | |  |  |
| RV 731                    | Rosmira fedele                                              | Silvio Stampiglia (dal Partenope)                                                                        | Venezia, Sant'Angelo, 27 gennaio 1738      | conservata (parzialmente autografa)                 | past. arr. da Antonio Vivaldi con arie di Johann Adolf Hasse, Antonio Pampino, Giovanni Antonio Paganelli, Leonardo Vinci, Georg Friedrich Händel, Giovanni Battista Pergolesi e Antonio Maria Mazzoni - Introdutione di Girolamo Micheli, [in Fondo Foà vol. 36] - gravi lacune nel I e nel III atto                         | Rosmira, Klagenfurt, carnevale 1738, solo libretto, vers. molto diff. di RV 731; Rosmira, Graz, Tummelplatz, autunno 1739, solo libretto, vers. molto diff. di RV 731 | un testimone dell'aria Chi mai d'iniqua stella (III.5), mancante dalla partitura F.36 | Ryom n.255 - Strohm n.1                                                                               |  |  |
| RV 732                    | Scanderbeg                                                  | Antonio Salvi                                                                                            | Firenze, Pergola, 22 giugno 1718           | perduta                                             | ... | ripresa a Siena nel 1718 con lo stesso cast, Ryom non lo menziona nel Catalogo | cons. solo 4 arie e 2 recit. in I-Tn [Foà 28] : Fra catene ognor penando (cfr. I.15 RV 738), Con palme ed allori (cfr. III.1 RV 736, III.2 RV 739), Nelle mie selve natie (cfr. II.8 RV 739), S'a voi penso luci belle | Ryom n.21,33,8,35 + n.32,34 (recitativi) - Strohm n.196,206,183,207                                   |  |  |
| RV 733                    | Semiramide                                                  | Francesco Silvani                                                                                        | Mantova, Arciducale, carnevale 1732        | perduta                                             | ded. 26 dicembre 1731; | ... | 5 arie in 'D-Db'(Mus.2389-J-1), all'interno in un portfolio autografo presumibilmente destinato alla corte di Dresda: Anche il mar par che sommerga (cfr. II.2 RV 703), Dal trondo in cui t'aggiri (cfr. I.16 RV 723, II.9 RV 703), Con la face di Megera, Vincerà l'aspro mio fato (cfr. II.5 RV 703, III.3 RV 695), Quegli occhi luminosi, E prigioniero e re. | Ryom n.59,52,66,71,58,63                                                                              |  |  |
| RV 734                    | La Silvia                                                   | Enrico Bissari                                                                                           | Milano, Regio Ducale, 26 o 28 agosto 1721  | perduta                                             | dramma pastorale - contiene frammenti interpolati da una Medea e Giasone non testimoniati nella tradizione vivaldiana ma databili intorno al 1720 per congettura (cfr. RV 749.21,22,23 - in Foà 28) | ... | 2 arie in 'B-Bc', 7 arie in 'I-Tn' [Foà 28] | Ryom n.217,218,182,3,15-20,22 - Strohm n.3,4,149,178,179,190-194,197                                  |  |  |
| RV 735-A                  | Siroe, rè di Persia                                         | Pietro Metastasio                                                                                        | Reggio Emilia, ascensione 1727             | perduta                                             | | | | |  |  |
| RV 735-B                  | Siroe, rè di Persia                                         | Pietro Metastasio                                                                                        | Ancona, 1738                               | perduta                                             | | | | |  |  |
| RV 735-C                  | Siroe, rè di Persia                                         | Pietro Metastasio                                                                                        | Ferrara, Bonacossi, 1739                   | perduta                                             | | | | |  |  |
| RV 736                    | Teuzzone                                                    | Apostolo Zeno                                                                                            | Mantova, Arciducale, 26 dicembre 1718      | conservata (2 testimoni)                            | contiene 3 arie di Giuseppe Maria Orlandini (Ove mesto giro il guardo,Tornerò pupille belle e Ritorna a lusingarmi) [in Fondo Foà vol. 33, Sinfonia in Fondo Giordano vol. 36 - altro testimone in 'D-Bds', Mus.ms.125] | | 1 aria in 'I-Tn' [Foà 28], 'US-BE' (Ms.13), 2 arie in 'D-SHl' | Ryom n.7,161,246,247 - Strohm n.182,234,123,124                                                       |  |  |
| RV 737                    | Tieteberga                                                  | Antonio Maria Lucchini                                                                                   | Venezia, 16 ottobre 1717                   | perduta                                             | numerose arie in RV 699-B, RV 699-C, RV 717, RV 736, RV 740 - Cross individua nell'aria Qual candido fiore (RV 728 - II.5) un rimaneggiamento dell'aria Le vaghe pupille (I.2) - l'aria Esangue sì cadrà è riutilizzata da Georg Philipp Telemann in Ulysses (RV anh.126)                                                     | ... | 3 arie conservate: L'innocenza sfortunata ('I-Tn', Foà 28) In quella solo in quella ('F-Pn' - cfr. II.4 in RV 740) Ruscelletto ch'è lungi dal mare ('F-Pc' - cfr. III.2 in RV 717) | Ryom n.31,174,185 - Strohm n.205,15,147                                                               |  |  |
| RV 738                    | Tito Manlio                                                 | Matteo Noris                                                                                             | Mantova, Arciducale, carnevale 1719        | conservata (2 testimoni)                            | con indicazione musica del Vivaldi fatta in 5 giorni, part. autogr. [in Fondo Giordano vol. 39, in Fondo Foà vol. 37] | | | |  |  |
| RV 738?                   | Tito Manlio                                                 | Matteo Noris                                                                                             | 1739?                                      | esiste (?)                                          | Giazotto riporta un "faccio fede" del 27 febbraio 1739.I musicologi odierni hanno confutato duramente l'esistenza di questo documento dal momento che Giazotto non ne ha mai fornito l'esatta collocazione. Ryom stesso non prende in considerazione questa ripresa del Tito Manlio nella nuova edizione del Ryom Verzeichnis | | | |  |  |
| RV 739                    | La verità in cimento                                        | Giovanni Palazzi, Domenico Lalli                                                                         | Venezia, Sant'Angelo, 26 ottobre? 1720     | conservata (parzialmente autografa)                 | facio fede 3 ottobre 1720; interm. L'avaro di Francesco Gasparini, in Fondo Foà vol 33 - almeno 10 arie alternative in partitura (possibili disordini per caduta o aggiunta di fascicoli estranei secondo Ryom) - l'aria Amato ben tu sei la mia speranza è riutilizzata da Leonardo Vinci in Ginevra (RV anh.91)             | ... | una collezione di arie in 'D-Mbs' (Mus.ms.1120) | Ryom n.20,28-30,36-38,50 - Strohm n.195,202-204,208-210,222                                           |  |  |
| RV 740                    | La virtù trionfante dell'amore e dell'odio overo il Tigrane | Francesco Silvani                                                                                        | Roma, Capranica, carnevale 1724            | conservata                                          | past. opera conosciuta anche come Mitridate, I atto e interm. di Benedetto Micheli, il III di Nicola Romaldi; si conserva solo il II atto di Antonio Vivaldi, [in Fondo Giordano vol. 37] - 1 aria alternativa (Care pupille - II.4)                                                                                          | | 3 testimoni dell'aria Lascerà l'amata salma ('F-Pc', 'F-Pn', 'I-Rc') | Ryom n.180,190,174 - Strohm n.143,155,174                                                             |  |  |

#### Arrangiamenti di opere di Hasse
| N° | Titolo                | Libretto | Prima esecuzione                       | Note |
| -- | --------------------- | -------- | -------------------------------------- | ---- |
|    | Demetrio              |          | Ferrara, Bonacossi, 26 dicembre 1736   |      |
|    | Alessandro nell'Indie |          | Ferrara, Bonacossi, forse gennaio 1737 |      |

## Supplemento (RV 741-829 e RV Anh. 91) [incompleto]
| N°                       | Titolo                                                                                                   | Tonalità            | Note |  |
| ------------------------ | --- | ------------------- | --- |  |
| RV 741                   | Sinfonia per archi                                                                                       | Do maggiore         | perd |  |
| RV 742                   | Frammento di concerto per violino, archi e basso continuo                                                | Re maggiore         | |  |
| RV 743                   | Concerto per violino, archi e basso continuo                                                             | Fa minore           | |  |
| RV 744/RV 768            | Frammento e movimento lento per concerto per violini, archi e basso continuo                             | La maggiore         | |  |
| RV 745                   | Concerto per violino, archi e basso continuo                                                             | Si bemolle maggiore | solo III movimento |  |
| RV 746                   | 2 pezzi per organo                                                                                       | La maggiore         | |  |
| RV 747                   | Candida Lylia, cantata per soprano                                                                       | Re maggiore         | perd |  |
| RV 748                   | Aria per la communione per soprano                                                                       | Sol maggiore        | perd |  |
| RV 749.1                 | Lascia il sospirar (Ryom n. 245, Strohm n.122) - aria                                                    | sol maggiore        | uguale a RV 699-A/D (?) |  |
| RV 749.2                 | Amato ben tu sei la mia speranza (Ryom n. 186, Strohm n.152) - "aria"                                    | la minore           | uguale a RV 739 I.12, RV 704 II.13, RV 710 III.7 |  |
| RV 749.3a                | Chi mai d'iniqua stella (Ryom n.244,255, Strohm n.1) - aria                                              | sol maggiore        | proviene da RV 731 III.5 |  |
| RV 749.3b                | Chi mai d'iniqua stella (Ryom n.261) - aria                                                              | fa maggiore         | perduta - ma sicuramente uguale a RV 749.3a |  |
| RV 749.4                 | Creder così mi giova (Ryom n. 234, Strohm n.168) - aria                                                  |                     | |  |
| RV 749.5                 | Dammi l'ali ma quelle (Ryom n. 4, Strohm n.179) - aria                                                   |                     | Delamea la propone come alternativa (non testimoniata dal libretto) per RV 734                                                                                            |  |
| RV 749.6                 | D'amore il dolce strale (Ryom n. 215) - aria                                                             |                     | |  |
| RV 749.7                 | Di due rai languir costante (Ryom n. 27 a-b, Strohm n.201) - aria                                        | fa maggiore         | |  |
| RV 749.8                 | Dividete o giusti dei (Ryom n.263, Strohm n.241)                                                         | mib maggiore        | perduta - versione diversa da RV 711-G II.9, probabilmente proveniva da RV 711-A                                                                                          |  |
| RV 749.9                 | È ver la navicella (Ryom n. 212, Strohm n.12) - aria                                                     |                     | |  |
| RV 749.10                | La cervetta timidetta                                                                                    |                     | simile in RV 703 II.6, RV 717 III.7 e probabilmente RV 733 III.4 |  |
| RV 749.11                | La farfalletta audace s'invola (Ryom n. 192, Strohm n.154) - aria                                        |                     | |  |
| RV 749.12                | La mia bella pastorella (Ryom n. 220, Strohm n.89)                                                       |                     | aria alternativa di RV 739 non testimoniata da libretto (Ryom) |  |
| RV 749.13                | La pastorella sul primo albore (Ryom n. 39, Strohm n.211) - aria                                         |                     | l'iscrizione "Ros." in cima alla partitura fa pensare che possa essere un'aria alternativa di RV 739 non testimoniata dal libretto                                        |  |
| RV 749.14                | Luccioletta vezzosetta (Ryom n. 213, Strohm n.13) - aria                                                 |                     | porta l'iscrizione "Aria del Sig.re D.Ant.o Vivaldi, a Santo Moisè, aria 3"                                                                                               |  |
| RV 749.15                | Non cada, non pera (n. 149) - aria                                                                       |                     | proviene da RV 778 (?) |  |
| RV 749.16a               | Non trova mai riposo - aria                                                                              | sol maggiore        | riduzione per soprano dell'originale per contralto proveniente da RV 711-A                                                                                                |  |
| RV 749.16b               | Non trova mai riposo (Ryom n. 262, Strohm n.240) - aria                                                  | fa maggiore         | perduta |  |
| RV 749.17                | Parmi udirti col pensiero (musica: Se correndo in seno al mare, n. 188) - aria                           |                     | uguale a RV 699-A/D III.6 e RV 732 I:7 |  |
| RV 749.18                | Roma invitta ma clemente (Ryom n.224,264, Strohm n.117,242) - aria                                       | sol maggiore        | trasposizione per tenore dall'originale per contralto in RV 711-D/G II.12 - presente anche una versione per basso in RV 703 III.1                                         |  |
| RV 749.19                | Roma invitta ma clemente - aria                                                                          | fa maggiore         | diversa da RV 749.18 (vd.sopra) |  |
| RV 749.20                | Senti come nel boschetto - aria                                                                          |                     | da Jefthe RV anh.116 - perduta |  |
| RV 749.21                | Se fido rivedrò l'oggetto (Ryom n. 23, Strohm n.198) - aria                                              | la minore           | frammento di un'opera Medea e Giasone precedente al 1720 (Delamea) |  |
| RV 749.22                | Senza rimorso in fida alma (Ryom n. 24) - récitatif                                                      |                     | come sopra |  |
| RV 749.23                | Par che risplenda un raggio (Ryom n. 25, Strohm n.199) - aria                                            | sib maggiore        | come sopra |  |
| RV 749.24                | Se lascio di sperare (musica: Se lascio d'adorare, Ryom n. 181, Strohm n.148) - aria                     | la minore           | musica uguale a RV 740 II.4 (sol minore) |  |
| RV 749.25                | Sento ancor quel dolce labbro (Ryom n. 175,228) - aria                                                   | sol minore          | |  |
| RV 749.26                | Se tu vuoi ch'io m'innamori (Ryom n. 237, Strohm n.61) - aria                                            | la minore           | |  |
| RV 749.27                | Sovente il sole (n. 251) - aria                                                                          | mi minore           | in Andromeda liberata |  |
| RV 749.28                | Speranza mia tu sei (musica: Amato ben tu sei, n. 233) - aria                                            | do minore           | uguale a RV 739 I.12, RV 704 II.13, RV 710 III.7 |  |
| RV 749.29                | Ti sento, sì ti sento - aria                                                                             | do maggiore         | trasposizione per soprano di RV 706-A I.14 o di RV 736 I.13 |  |
| RV 749.30                | Vorrei sperare aita (musica: Vorrei veder anch'io, Ryom n. 239, Strohm n.145) - aria                     | fa maggiore         | uguale a RV 739 I.2 |  |
| RV 749.31                | Zeffiretti che sussurrate (Ryom n. 26, Strohm n.200) - aria                                              | sol maggiore        | simile a RV 710 II.1, probabilmente precedente. |  |
| RV 749.32                | Se fide quanto belle - aria                                                                              | fa maggiore         | dal pasticcio Turno Aricino RV anh.125 |  |
| RV 750                   | Composizioni diverse                                                                                     |                     | |  |
| RV 751                   | Il Proteo o il mondo al rovescio, concerto per 2 flauti traversi, 2 violini, 2 fagotti e basso continuo  | Re maggiore         | perd |  |
| RV 752                   | Concerto per violino, archi e basso continuo                                                             | Re maggiore         | perd |  |
| RV 753                   | Prendea con man di latte, cantata per soprano e basso continuo                                           |                     | |  |
| RV 754                   | Sonata per violino e basso continuo                                                                      | Do maggiore         | |  |
| RV 755                   | Sonata per violino e basso continuo                                                                      | Re maggiore         | |  |
| RV 756                   | Sonata per violino e basso continuo                                                                      | Mi bemolle          | |  |
| RV 757                   | Sonata per violino e basso continuo                                                                      | Sol minore          | |  |
| RV 758                   | Sonata per violino e basso continuo                                                                      | La maggiore         | I e III movimento in RV 746 ms. Manchester n. 6 |  |
| RV 759                   | Sonata per violino e basso continuo                                                                      | Si bemolle          | ms. Manchester n. 5 |  |
| RV 760                   | Sonata per violino e basso continuo                                                                      | Si minore           | ms. Manchester n. 10 |  |
| RV 761                   | Amato bene, concerto per violino, archi (2 violini, violino/viola) e basso continuo                      | Do minore           | |  |
| RV 762                   | Per Anna Maria alla Pietà, concerto per violino, archi e basso continuo                                  | Mi maggiore         | identificata come RV 223 |  |
| RV 763                   | L'ottavina, concerto per violino, archi e basso continuo                                                 | La maggiore         | |  |
| RV 764                   | Concerto per 2 violini, archi e basso continuo                                                           | Si bemolle maggiore | |  |
| RV 765                   | Concerto per 2 violini, archi e basso continuo                                                           | Fa maggiore         | per vl e org come RV 767 |  |
| RV 766                   | Concerto per violino, organo, archi e basso continuo                                                     | Do minore           | |  |
| RV 767                   | Concerto per violino, organo, archi e basso continuo                                                     | Fa maggiore         | |  |
| RV 768/RV 744            | Concerto per violino, archi e basso continuo                                                             | La maggiore         | |  |
| RV 769                   | Concerto per violino, archi e basso continuo                                                             | Re minore           | |  |
| RV 770                   | Concerto per violino, archi e basso continuo                                                             | Re minore           | |  |
| RV 771                   | Concerto per violino, archi e basso continuo                                                             | Do minore           | inc |  |
| RV 772                   | Concerto per violino, archi e basso continuo                                                             | Re maggiore         | inc |  |
| RV 773                   | Concerto per violino, archi e basso continuo                                                             | Fa maggiore         | inc |  |
| RV 774                   | Per Anna Maria con organo obbligato D. V. concerto per violino, organo, archi e basso continuo           | Do maggiore         | inc, Conservatorio di Venezia |  |
| RV 775                   | Concerto per violino, organo, archi e basso continuo                                                     | Fa maggiore         | inc |  |
| RV 776                   | Sonata per violino e basso continuo                                                                      | Sol maggiore        | |  |
| RV 777/nclass RV Anh. 92 | Il giorno felice, opera                                                                                  |                     | Vienna, 1737, rielaborazione di RV 714 |  |
| RV 778                   | Tito Manlio, opera                                                                                       |                     | libretto: Matteo Noris, Roma, Pace, 8 gennaio 1720 (solo III atto, past. alcune arie in RV 738, I atto di Gaetano Boni, II atto di Giovanni Giorgi, interm. Breno e Dina) |  |
| RV 779                   | Sonata per violino, oboe, organo e basso continuo (salmoè ad libitum) o 2 violini, oboe e basso continuo | Do maggiore         | |  |
| RV 780                   | Concerto per clavicembalo, archi e basso continuo                                                        | La maggiore         | = RV 546 |  |
| RV 781                   | Concerto per 2 trombe (oboi), archi e basso continuo                                                     | Re maggiore         | |  |
| RV 782                   | La vittoria navale predetta dal S. Pontefice Pio V Ghisilieri, oratorio                                  |                     | 1713 |  |
| RV 783                   | Concerto per flauto traverso, 2 violini, viola e basso continuo                                          | Re maggiore         | |  |
| RV 784                   | Concerto per flauto traverso, archi e basso continuo                                                     | Sol maggiore        | perd |  |
| RV 785                   | Sonata per violino e basso continuo                                                                      | Re maggiore         | |  |
| RV 786                   | Sinfonia per archi e basso continuo                                                                      | Re maggiore         | inc |  |
| RV 787                   | Per Teresa D: V, concerto per violoncello, archi e basso continuo                                        | Mi minore           | inc |  |
| RV 788                   | Per Teresa D: V, concerto per violoncello, archi e basso continuo                                        | Si bemolle maggiore | inc |  |
| RV 789                   | Confitebor tibi Domine, salmo 110                                                                        | Si bemolle maggiore | |  |
| RV 790                   | Per signora Chiaretta D: V, concerto per violino, archi e basso continuo                                 | Si bemolle maggiore | inc |  |
| RV 791                   | Frammento di sonata per violino e basso continuo                                                         | Si bemolle maggiore | |  |
| RV 792                   | Concerto per violino, archi e basso continuo                                                             | La maggiore         | inc |  |
| RV 793                   | Concerto per 2 organi, 2 orchestre di archi e basso continuo                                             | Do maggiore         | inc |  |
| RV 794                   | Concerto per violino, archi e basso continuo                                                             | Fa maggiore         | inc |  |
| RV 795                   | Beatus vir, salmo 111 per soprano, 3 contralti, coro a 4 voci miste, 2 violini, viola e basso continuo   |                     | |  |
| RV 796                   | Usignoletto bello, cantata per soprano e basso continuo                                                  |                     | |  |
| RV 797                   | Magnificat                                                                                               |                     | perd |  |
| RV 798                   | Sonata per violino e basso continuo                                                                      | Re maggiore         | 1720? |  |
| RV 799                   | Tremori al braccio e lagrime sul ciglio, cantata per soprano e basso continuo                            |                     | Gesellschaft der Musikfreunde Wien |  |
| RV 800                   | Trio per due flauti e basso continuo                                                                     |                     | Hessiches Staatsarchiv Marburg |  |
| RV 801/vclass RV Anh. 66 | Sonata a 4 per flauto traverso (oboe, violino), oboe (violino), violoncello (fagotto) e basso continuo   | Do maggiore         | |  |
| RV 802                   | Improvvisata, sinfonia per archi e basso continuo                                                        | Do maggiore         | manca parte di vla |  |
| RV 803                   | Nisi Dominus, salmo 126                                                                                  | La maggiore         | S, MS, A, vln in tromba marina, org, Salmoè vla d'amore, Vlc, archi, BC                                                                                                   |  |
| RV 804                   | Salve Regina                                                                                             |                     | perd |  |
| RV 805                   | Concerto per flauto, archi e basso continuo                                                              |                     | |  |
| RV 806                   | Sonata per flauto diritto e basso continuo                                                               | Sol maggiore        | |  |
| RV 807                   | Dixit Dominus, salmo 109                                                                                 | Re maggiore         | 1732? |  |
| RV 810                   | Sonata per violino e basso continuo                                                                      | Re maggiore         | |  |
| RV 812                   | Concerto per oboe, violoncello, archi e basso continuo                                                   | Sol minore          | |  |
| RV 829                   | Sonata per violino e basso continuo                                                                      | La maggiore         | |  |
| RV Anh. 91               | Concerto per violino, violoncello, archi e basso continuo                                                | Sol maggiore        | inc |  |

## Appendice (RV Anh. 1-139) [incompleto]
| N°                 | Titolo                                                             | Tonalità            | Attribuzioni e Note |
| ------------------ | ------------------------------------------------------------------ | ------------------- | --- |
| RV Anh. 1          | Sonata per camera per violoncello e basso continuo                 | La maggiore         | anonima |
| RV Anh. 2          | Concerto per archi e basso continuo                                | Do maggiore         | attr. a Pietro Antonio Locatelli |
| RV Anh. 3          | Concerto per archi e basso continuo                                | Re minore           | anonimo |
| RV Anh. 4          | Sinfonia per archi e basso continuo                                | Sol maggiore        | attr. a Johann Adolf Hasse |
| RV Anh. 5          | Sonata per archi e basso continuo                                  | La maggiore         | anonima, attr. a Giovanni Battista Sammartini |
| RV Anh. 6          | Sinfonia per archi                                                 | La maggiore         | attr. ad Antonio Brioschi |
| RV Anh. 7          | Concerto per violino, archi e basso continuo                       | Do maggiore         | attr. a Tomaso Albinoni |
| RV Anh. 8          | Concerto per violino, archi e basso continuo                       | Re maggiore         | attr. ad Anton Giraneck |
| RV Anh. 9          | Concerto per violino, archi e basso continuo                       | Re maggiore         | attr. a Francesco Maria Veracini |
| RV Anh. 10         | Concerto per violino, archi e basso continuo                       | Re minore           | attr. a Giuseppe Torelli |
| RV Anh. 11         | Concerto violino, archi e basso continuo                           | Sol maggiore        | attr. al principe Johann Ernst von Sachsen-Weimar |
| RV Anh. 12         | Concerto violino, archi e basso continuo                           | Sol maggiore        | attr. al principe Johann Ernst von Sachsen-Weimar |
| RV Anh. 13         | Concerto per violino, archi e basso continuo                       | La maggiore         | attr. a Lorenzo Somis |
| RV Anh. 14         | Concerto per violino, archi e basso continuo                       | La maggiore         | attr. a Francesco Maria Veracini |
| RV Anh. 15         | Concerto per violino, archi e basso continuo                       | La minore           | anonimo |
| RV Anh. 16         | Concerto per oboe, archi e basso continuo                          | Re minore           | attr. ad Alessandro Marcello |
| RV Anh. 17         | Concerto per violino, oboe, archi e basso continuo                 | Sol minore          | attr. a Georg Philipp Telemann |
| RV Anh. 18/RV 364  | Concerto per violino, oboe, archi e basso continuo                 | Si bemolle maggiore | anonimo |
| RV Anh. 19         | Raccolta di concerti o sonate provenienti da diversi autori        |                     | |
| RV Anh. 19a        | Sonata per 3 violini, tromba e basso continuo                      | Re maggiore         | |
| RV Anh. 19b        | Sonata per 2 violini, violino, viola e basso continuo              | Do maggiore         | |
| RV Anh. 19c        | Sonata per 2 violini, viola e basso continuo                       | La maggiore         | |
| RV Anh. 19d        | Sonata per 4 violini, viola e basso continuo                       | Do maggiore         | |
| RV Anh. 19e        | Sonata per 4 violini, viola e basso continuo                       | La maggiore         | |
| RV Anh. 19f        | Sonata per 2 violini, tromba, viola e basso continuo               | Re maggiore         | |
| RV Anh. 19g        | Sonata per 2 violini, viola e basso continuo                       | Fa maggiore         | |
| RV Anh. 19h        | Sonata per 3 violini e basso continuo                              | Mi minore           | |
| RV Anh. 19i        | Sonata per 2 violini, viola e basso continuo                       | Re maggiore         | |
| RV Anh. 19j        | Sonata per 2 violini, viola e basso continuo                       | Fa maggiore         | |
| RV Anh. 19k        | Sonata per 2 violini, viola e basso continuo                       | Do maggiore         | |
| RV Anh. 19l        | Sonata per 2 violini e basso continuo                              | Mi maggiore         | |
| RV Anh. 19m        | Sonata per 2 violini e basso continuo                              | Re maggiore         | |
| RV Anh. 19n        | Sonata per 2 violini e basso continuo                              | Re minore           | |
| RV Anh. 20         | Kyrie                                                              | La minore           | anonimo |
| RV Anh. 21         | Kyrie                                                              | Fa maggiore         | anonimo |
| RV Anh. 22         | Gloria                                                             | Do maggiore         | anonimo |
| RV Anh. 22a        | Domine Deus Agnus Dei                                              |                     | anonimo |
| RV Anh. 23         | Gloria per 2 cori                                                  | Re maggiore         | attr. a Giovanni Maria Ruggieri |
| RV Anh. 24         | Gloria                                                             | Sol maggiore        | attr. a Giovanni Maria Ruggieri |
| RV Anh. 25         | Domine ad adjuvandum me, salmo 69                                  | Fa maggiore         | anonimo |
| RV Anh. 26         | Qui habitat in ajutorio, salmo 90                                  | Fa maggiore         | anonimo |
| RV Anh. 27         | Dixit Dominus, salmo 109                                           | Do maggiore         | anonimo |
| RV Anh. 28         | Beatus vir, salmo 111                                              | La maggiore         | anonimo |
| RV Anh. 29         | Laudate pueri Dominum, salmo 112                                   | Re maggiore         | anonimo |
| RV Anh. 30         | Laudate pueri Dominum, salmo 112                                   | La minore           | anonimo |
| RV Anh. 31         | Lætate sum, salmo 121                                              | La maggiore         | anonimo |
| RV Anh. 32         | Nisi Dominus, salmo 126                                            | La maggiore         | anonimo |
| RV Anh. 33         | Nisi Dominus, salmo 126                                            | Fa maggiore         | anonimo |
| RV Anh. 34         | Nisi Dominus, salmo 126                                            | Sol maggiore        | anonimo |
| RV Anh. 35         | Lauda Jerusalem, salmo 147                                         | Do maggiore         | =RV 605 anonimo, |
| RV Anh. 35b/RV 605 | Credidi propter quod                                               |                     | |
| RV Anh. 36         | Ad te levavi, offertorio                                           | La minore           | attr. a Ercole Bernabei |
| RV Anh. 37         | Confessio et pulchritudo, introito                                 | Do maggiore         | anonima |
| RV Anh. 38         | Te Deum, inno                                                      | Re maggiore         | anonimo |
| RV Anh. 39         | The alchemist, opera                                               |                     | composizione collettiva |
| RV Anh. 40         | Alessandro nell'Indie, opera                                       |                     | corrispondenza con composizione sconosciuta |
| RV Anh. 41         | L'amante Cabala, intermezzo                                        |                     | attr. non fondata |
| RV Anh. 42         | Ariodante, opera                                                   |                     | composizione collettiva |
| RV Anh. 43         | La bottega del caffè, intermezzo                                   |                     | attr. non fondata |
| RV Anh. 44         | Demetrio, opera                                                    |                     | corrispondenza con composizione sconosciuta |
| RV Anh. 45         | Ernelinda, opera                                                   |                     | composizione collettiva |
| RV Anh. 46         | Il filosofo, opera                                                 |                     | attr. non fondata |
| RV Anh. 47         | The golden pippin, opera                                           |                     | composizione collettiva |
| RV Anh. 48         | Griselda, opera                                                    |                     | composizione collettiva |
| RV Anh. 49         | Merope, opera                                                      |                     | composizione collettiva |
| RV Anh. 50         | Monsieur Petiton, intermezzo                                       |                     | composizione collettiva |
| RV Anh. 51         | L'odio vinto dalla contanza, opera                                 |                     | composizione collettiva |
| RV Anh. 52         | Orlando furioso, opera                                             |                     | composizione collettiva |
| RV Anh. 53         | Semiramide, opera                                                  |                     | composizione collettiva |
| RV Anh. 54         | Siroe, rè di Persia, opera                                         |                     | composizione collettiva |
| RV Anh. 55         | La tirannia gastigata, opera                                       |                     | libretto: F. Silvani (da La fortezza in cimento); Praga, Sporck, carnevale 1726; past. arr. da A. Denzio con arie RV 706; recit. di A. Guerra; part. perd. |
| RV Anh. 56         | Tito Manlio                                                        |                     | Roma, 1720, III atto di Antonio Vivaldi |
| RV Anh. 57         | Die über Liebe und Hass siegende beständigkeit oder Tigrane, opera |                     | Amburgo, 1719; part. perd. |
| RV Anh. 58         | Il vinto trionfante del vincitore, opera                           |                     | composizione collettiva |
| RV Anh. 59         | 14 arie                                                            |                     | anonime |
| RV Anh. 60         | Cantate                                                            |                     | Aldrich's Collection - Christ Church Oxford |
| RV Anh. 61         | 7 cantate                                                          |                     | falsamente identificate da Rinaldi (5 cantate RN 318, 2 cantate RN 319)                                                                                    |
| RV Anh. 62         | Concerto per violino e strumento a tastiera                        | Do maggiore         | falsa attr., opera di Fritz Kreisler |
| RV Anh. 63         | 13 mottetti                                                        |                     | falsa attr., opere di Filippo Vitali |
| RV Anh. 64/RV 272  | Concerto per violino, archi e basso continuo                       | Mi minore           | attr. a Johann Adolf Hasse |
| RV Anh. 64a        | Concerto per violino, archi e basso continuo                       |                     | |
| RV Anh. 65/RV 338  | Concerto per violino, archi e basso continuo                       | La maggiore         | attr. a Joseph Meck, Walsh n. 454 |
| RV Anh. 66/RV 801  | Sonata per 2 oboi                                                  | Do maggiore         | |
| RV Anh. 68/RV 148  | Sinfonia per archi e basso continuo                                | Fa maggiore         | attr. a Domenico Gallo |
| RV Anh. 70/RV 144  | Introdutione per archi e basso continuo                            | Sol maggiore        | attr. a Giuseppe Tartini |
| RV Anh. 71         | Concerto                                                           |                     | = BWV 977 |
| RV Anh. 74         | Concerto                                                           |                     | |
| RV Anh. 76/RV 808  | Concerto per violino e organo                                      | Do maggiore         | conservato incompleto (parti staccate) |
| RV Anh. 77         | Alceste, opera                                                     |                     | musica di Georg Caspar Schürmann, Amburgo, 1719 |
| RV Anh. 78         | Arianna e Teseo                                                    |                     | 1714 |
| RV Anh. 80         | Catone, opera                                                      |                     | 1732 |
| RV Anh. 81         | Eumene, opera                                                      |                     | 1715 |
| RV Anh. 84         | Orlando furioso, opera                                             |                     | inc, opera di Giovanni Alberto Ristori |
| RV Anh. 85         | Sinfonia per archi (2 violini e viola) e basso continuo            | La maggiore         | |
| RV Anh. 93         | Sinfonia per archi e basso continuo                                | Do maggiore         | |
| RV Anh. 137        | Argippo                                                            |                     | pasticcio arrangiato da Antonio Denzio nel 1733? |
| RV Anh. 138        | Creso tolto alle fiamme                                            |                     | di Girolamo Polani, ma completato da Antonio Vivaldi, Venezia, 1705                                                                                        |
| RV Anh. 139        | Venezia (nascente?)                                                |                     | musica di Antonio Vivaldi, preparata per il 1726 al S. Angelo, ma poi non allestita. Probabile ripresa nel 1731 a Venezia, luogo ignoto.                   |